# 勘定系システム
勘定系システム（かんじょうけいシステム、英語: core banking、コア・バンキング）とは、主に企業や行政機関において会計勘定処理を行うシステムのこと、特に銀行における基幹システムのこと。1960年代以降はコンピュータシステムが普及した。

## 銀行における定義
銀行における勘定系システムとは、狭義には預金勘定元帳を処理し、為替、ATM（Automated Teller's Machineの略称）ネットワーク、対外システムとの接続を制御するシステムであり、銀行における基幹系システムの中核である。しかし、しばしば勘定系以外の情報系・国際系や対外系、インターネットバンキングや営業店端末などチャネル系システムを含んだ、銀行におけるオンラインシステム全般（あるいは、単に基幹系システムと称されることもある）を指す言葉としても用いられ、しばしば混同して用いられることが多い。
勘定系システムは、その歴史的経緯と業務の重要性、規模の巨大さから、ほとんどの場合でメインフレームシステムによって構成される。近年では、UNIX系システムやPCサーバの劇的な信頼性向上と、性能の上昇、価格の低下によって、メインフレーム以外で構成される勘定系システムも登場しつつある（オープン勘定系）。しかし、メインフレーム自体の性能の向上や、オープン系システムでは太刀打ちできない高い信頼性のため、多くの金融機関は勘定系システムにメインフレームを採用している。
勘定系システムのような、巨大な処理能力と高い信頼性が要求される分野では、金融機関によるシステム投資額は巨額であり、システムベンダーにとって自社が製造するコンピュータやソフトウェアが勘定系システムに採用されることは、ベンダーの経営を左右するだけでなく、製品ラインの存亡を左右する大型案件となる。また、システムベンダーにとっては、主要な金融機関で自社のシステムが採用されている事実を、導入事例として積極的に一般企業に対して宣伝することが多い。また勘定系システムでは、コンピューターに対して高信頼性が求められるため、そこで培われた基盤技術やソフトウェアが、一般向けシステム用に販売されることも多く、ベンダーの技術開発や、技術レベルの維持に重要な役割を果たしている。
勘定系システム開発においては、現実にはシステムベンダーがコンピューター基盤を開発・提供し、アプリケーションは銀行のシステム子会社が主体となって開発を進める事例が多いにもかかわらず、しばしばシステムベンダーにより「社運をかけたプロジェクト」と宣伝され、一般にはシステムベンダーが主体となって銀行システム全体を開発しているかのような印象を与えることが多い。近年では、共同化システムを含め、ベンダーが開発したパッケージをそのままアプリケーションとして採用する事例もあるため、必ずしも間違いとは言えない。

## 歴史
銀行におけるコンピュータの利用は極めて早く、日本では1958年に三和銀行（現：三菱UFJ銀行）が導入したものが最初とされる。当初の利用目的は、手形小切手の自動処理や、会計などの分野でバッチ処理を主体としたもので、オンライン処理は想定されていなかった。その後、銀行におけるコンピュータの導入は急速に進み、銀行はコンピュータによって実現する目標を定め、段階的に現在のシステムへと発展していった。
勘定系システム開発史では、しばしば実現した機能や、構築時期によって「第x次オンラインシステム」と呼ぶことが多い。ただし、銀行によって実装された機能や、構築時期にはばらつきがあるため、同じ時期のシステムでも機能面では、業態や銀行間によって大きく異なることが多い。
また、銀行以外の証券会社や、手形交換所、全銀システム、日銀ネット、郵便貯金システムなどでも「第x次オンラインシステム」と呼称することがあるが、原則的には銀行におけるものとは、内容も構築時期も別である点に注意が必要である。

### 第一次オンラインシステム（ - 1960年代）
黎明期におけるシステム開発で、主に銀行本店における勘定処理の合理化のために導入された。採用されたコンピュータは、端末も含め輸入に頼っており、利用実態も開発も手探りの状態が続いた。また、運用に際しても銀行の本店にコンピュータが設置される場合も多く、システム部門も厳密には銀行本体から分離されていなかった。

### 第二次オンラインシステム （ - 1970年代）
本店から支店に対してオンラインが展開される時期で、勘定処理の本格的なオンライン化が進行した。1965年5月には、三井銀行（現：三井住友銀行）で日本初（世界初）のオンライン・バンキング・システムが稼働した（1964年の東京オリンピックのオンライン化技術が転用された) 。採用されるシステムも外国製から国産のものが採用され、国産コンピュータの開発に多大な寄与があった。しかしながら、ジョブ管理や、オンライン処理などソフトウェア面の未熟さが手伝って、実際の構築ではOS開発に銀行側が直接参加するなど苦労が多く、トランザクションモニターを中心とする独自のOS開発を行った銀行も多い。
全銀ネットなどの外部ネットワークとの接続の必要性や、勘定処理とは関係しない業務処理が多数発生したため、勘定系システムとは別に外部ネットワークとの接続制御を行う対外系システムや、情報系システムが勘定系とは別に構築された。また、業態別では都市銀行から地方銀行にオンラインシステムが展開され始めた時期にも当たる。
運用面では、手狭な本店に設置されていたコンピュータが、郊外のデータセンターでの運用に切り替わり、銀行本体からシステム部門が分離され、現在の運用開発体制の基礎となった。災害対策や故障対策を兼ねて、バックアップ系の整備が図られはじめたのもこの時代で、バックアップ機の有効活用を兼ねて、システム子会社が一般企業のデータ処理業務やシステム開発にも進出していった。

### 第三次オンラインシステム（ - 1980年代）
名寄せや、世帯把握のために、顧客情報ファイル (CIF : Customers' Information Files) をベースとした顧客属性管理などが強化され、オンラインシステムの展開が、単なる業務の合理化・省力化の方向から、営業支援システムとしての側面が強くなった。また、現金自動支払機 (CD) の普及が始まり、通帳の磁気テープ貼付、キャッシュカードの発行、店頭自動機の展開など、オンラインシステムが商品サービスの内容や展開に不可欠な存在になった。尚、名寄せに伴う“家族カード”の一部顧客層への普及ならびに、各種提携機関からのオフライン（磁気テープでの受け渡しが主流であった）データによる引き落とし、ATMによる他行からの振込処理の増大（ATM稼働時間の延長）、度重なる銀行合併に伴う勘定元帳の統合・移行の必要性、あるいは給与の口座振込化の増大（現金払いで支給する企業も当時は多かった）などの社会的な背景もあり、“元帳DBに対する排他制御の確実性ないしは例外的な排他運用（オフライン引落しをどのタイミングで与信し、元帳反映させるかなど）”がクローズアップされた。中には一部行にて、システムテスト項目の不足に起因すると思われるバグにより、口座残高に関わる運用不備が社会問題化した。
第三次オンラインシステムでは、それまでシステム化の進行が遅かった相互銀行（現在の第二地方銀行）や、信用金庫などの中小銀行にも波及した。都市銀行や地方銀行の多くは、独自にシステム開発を進めたが、中小銀行ではベンダーや他銀行との共同開発で展開したケースが多く、現在のアウトソーシング化への布石となった。

### ポスト三オン時代（1990年代 - ）
10年ごとにシステムを全面的に刷新してきた銀行業界だが、第三次オンラインシステムの完成によって、オンラインシステムは一応の完成を見せ、バブル崩壊後の景気低迷もあって銀行業界は、大規模なシステム刷新に慎重となった。
第三次オンラインシステムの設計想定寿命が10年前後であったにもかかわらず、銀行は大規模投資を控え、既存システムの保守と改良を続けるのみだった。しかし、第三次オンラインシステム構築時においても、都銀の間でさえ実装された機能には差異があり、顧客サービスに差がつきはじめていた。1980年代のシステム構築で、プラットフォームの転換を行った住友銀行（現 : 三井住友銀行）や、合併対応のために1990年代からシステム刷新を行ったあさひ銀行（現 : りそな銀行・埼玉りそな銀行）などが代表的で、運用コストの削減を目的に北海道拓殖銀行（破綻）や大和銀行（現 : りそな銀行）なども積極的なシステム投資を行った。また、実質的に本店機能を大阪から東京に移転していた三和銀行（現：三菱UFJ銀行）は、首都圏での営業基盤強化のために、ATM稼働時間を延長させるために大規模なシステム投資を継続し、富士銀行（現 : みずほ銀行）や三菱銀行（現 : 三菱UFJ銀行）も、他銀行との競争上システム投資を強化していった。
一方で、合併対応のためにシステム更新が間に合わなかったさくら銀行（現 : 三井住友銀行）や、第一勧業銀行（現 : みずほ銀行）などの銀行では、ポスト三オン時代においてはシステムの改良が進まず、サービス面での競争力が低下していった。このように、ポスト三オン時代では、1980年代までほぼ横並びで構築されていたシステムが、銀行間において差が開く時代となり、システムの優劣が着実に銀行の経営に影響を与え始めていた。

### 金融再編時代（1990年代末 - ）
1996年の三菱銀行・東京銀行の合併（東京三菱銀行→現 : 三菱UFJ銀行）、1999年の第一勧銀・富士銀行・日本興業銀行の経営統合（みずほフィナンシャルグループ。現 : みずほ銀行）に続く金融界の大再編では、合併による量的規模拡大とともに、システムを統合・合理化することによるコスト削減と、投資効率の改善によるIT化の強化が、経営方針に謳われるなど、銀行界の再編はシステム部門の重要性を改めて認識させた。
合併期においては、優劣の開いたシステム間で統合が図られることとなったために、原則的に先進的なシステムか、規模の大きいシステムに片寄せされる片寄せ統合が多く行われた。旧三和銀行と旧東海銀行が合併したUFJ銀行（現 : 三菱UFJ銀行）のように、合併と同時にシステムが統合される場合もあったが、東京三菱銀行（現 : 三菱UFJ銀行）・（旧）三井住友銀行・（旧）みずほ銀行・（旧）三菱東京UFJ銀行（現 : 三菱UFJ銀行）のように合併が優先され、システム統合が間に合わない場合には、旧来のシステムを並行稼働させて、単一のシステムのように見せかける「リレー統合」がしばしば行われた（現・みずほ銀行や現・三井住友銀行は、この限りではない）。
しかし、どちらの手法を取ったとしても、今までに類をみない巨大で複雑なシステム統合であり、経済システムに銀行システムが与える重要性が高まった現代において、システム統合の過程によって発生したシステム障害が、銀行の経営に与える影響だけでなく、決済制度そのものの存続を危うくするシステミック・リスクに発展する危険性が増大した。それが現実化したのが、2002年1月のUFJ銀行、それに続く4月の（旧）みずほ銀行・みずほコーポレート銀行のシステム障害であり、システム開発・運用におけるリスク管理の重要性が再認識された事件であった。
また、合併対応後のシステム開発においては、もはや第三次オンラインシステム時代のような、アーキテクチャを含めシステムを全面的に刷新する動きは見られないものの、勘定系システムに依存したオンラインシステム全体を見直し、サービスごとにシステムを再構築したり、勘定系システムの実質的な解体に繋がるハブ・アンド・スポーク型アーキテクチャへの移行が進められている。

### 地方銀行とポスト三オン
地方銀行では都市銀行のように強力なシステム部門を持たないため、第三次オンラインシステムの運用コストの負担感、法令順守やウェブ対応を含む新規開発負担、更には国産ベンダーのメインフレームからの撤退基調などから、ベンダーや他銀行と提携し、共同センターなどで共同運用する、開発や運用をアウトソーシングする、共同開発したパッケージに移行する、クラウドコンピューティングを利用するなどの動きが強まっている。
これらの動きは、地方銀行が個別にシステム部門を抱えてエンジニアのレベルを維持するよりも、ベンダーの支援を受け、ベンダーに対しシステムの使用料金を支払う形にすることで固定費の実質的な削減と、外部の専門家集団による新技術導入や品質向上を目指したものである。しかしこれらのパッケージ化やアウトソーシング化は、地方銀行のシステム開発力や企画能力を減退させ経営の自由度を低下させる側面もあり、また提携銀行間の設計・運用の合意に失敗する、ベンダーのパッケージ開発の大幅な遅延や失敗により銀行が大きな損害を受けるケースも発生している。

## 主な銀行の勘定系システム
日本の主な銀行（ここでは都市銀行、地方銀行、信託銀行、ネット銀行を含む新たな形態の銀行など）の勘定系システムについて記述する。
メガバンク（都市銀行）は、1980年代に構築したメインフレームを使用した第三次オンラインシステムをベースに拡張や更改を続けており、合併時には通常「片寄せ統合」が行われているが、2013年に発足したみずほ銀行は新規開発したシステムに2019年迄に移行した。
都市銀行よりも規模の小さい地方銀行や店舗を持たないネット銀行などでは、「オープン系勘定系」を含めた各種パッケージやシステム共同化が進展し、またメガバンクも地銀や信託銀行を含めた共同化を進めている。
- 注意点
  - プラットフォームは、あくまで勘定系の中核部分である。情報系、対外接続系、証券系、店舗システム、開発環境、あるいは勘定系の各種周辺サーバ群などは含めていない。
  - マスコミ同様に「片寄せ統合」「継続使用」などと便宜上表記するが、実際には各種の機能統合や基盤更改などを経て「統合システム」となっており、単純に片方がそのまま存続しているのではない。

### 系統図
都市銀行の勘定系システムの主要ベンダーは、1980年代の13行時代は4社だが、2000年代の4グループへの再編に伴い2社となった。
| \| 第一銀行(富士通) \| 第一銀行(富士通) \| 第一銀行(富士通) \| 第一銀行(富士通) \| 第一銀行(富士通) \| 第一銀行(富士通) \| \| \| 第一勧業銀行(富士通) \| 第一勧業銀行(富士通) \| 第一勧業銀行(富士通) \| 第一勧業銀行(富士通) \| 第一勧業銀行(富士通) \| 第一勧業銀行(富士通) \| \| \| (旧)みずほ銀行(富士通) \| (旧)みずほ銀行(富士通) \| (旧)みずほ銀行(富士通) \| (旧)みずほ銀行(富士通) \| (旧)みずほ銀行(富士通) \| (旧)みずほ銀行(富士通) \| \| \| みずほ銀行(IBM/富士通[注釈 1]) \| みずほ銀行(IBM/富士通[注釈 1]) \| みずほ銀行(IBM/富士通[注釈 1]) \| みずほ銀行(IBM/富士通[注釈 1]) \| みずほ銀行(IBM/富士通[注釈 1]) \| みずほ銀行(IBM/富士通[注釈 1]) \| \| 第一銀行(富士通) \| 第一銀行(富士通) \| 第一銀行(富士通) \| 第一銀行(富士通) \| 第一銀行(富士通) \| 第一銀行(富士通) \| \| \| 第一勧業銀行(富士通) \| 第一勧業銀行(富士通) \| 第一勧業銀行(富士通) \| 第一勧業銀行(富士通) \| 第一勧業銀行(富士通) \| 第一勧業銀行(富士通) \| \| \| (旧)みずほ銀行(富士通) \| (旧)みずほ銀行(富士通) \| (旧)みずほ銀行(富士通) \| (旧)みずほ銀行(富士通) \| (旧)みずほ銀行(富士通) \| (旧)みずほ銀行(富士通) \| \| \| みずほ銀行(IBM/富士通[注釈 1]) \| みずほ銀行(IBM/富士通[注釈 1]) \| みずほ銀行(IBM/富士通[注釈 1]) \| みずほ銀行(IBM/富士通[注釈 1]) \| みずほ銀行(IBM/富士通[注釈 1]) \| みずほ銀行(IBM/富士通[注釈 1]) \| \| 日本勧業銀行(IBM) \| \| \| \| \| \| \| \| \| \| \| \| \| \| \| \| \| \| \| \| \| \| \| \| \| \| \| \| \| \| \| \| \| \| \| \| \| \| \| \| \| \| \| \| \| \| \| \| \| \| \| \| \| \| \| \| \| \| \| \| \| \| 富士銀行(IBM) \| \| \| \| \| \| \| \| \| \| \| \| \| \| \| \| \| \| \| \| \| \| \| \| \| \| \| \| \| \| \| \| \| \| \| \| \| \| \| \| \| \| \| \| \| \| \| \| \| \| \| \| \| \| \| \| \| \| \| \| \| \| 日本興業銀行(日立) \| 日本興業銀行(日立) \| 日本興業銀行(日立) \| 日本興業銀行(日立) \| 日本興業銀行(日立) \| 日本興業銀行(日立) \| \| \| \| \| \| \| \| \| \| \| みずほコーポ銀行(日立) \| みずほコーポ銀行(日立) \| みずほコーポ銀行(日立) \| みずほコーポ銀行(日立) \| みずほコーポ銀行(日立) \| みずほコーポ銀行(日立) \| \| \| \| \| \| \| \| \| \| 日本興業銀行(日立) \| 日本興業銀行(日立) \| 日本興業銀行(日立) \| 日本興業銀行(日立) \| 日本興業銀行(日立) \| 日本興業銀行(日立) \| \| \| \| \| \| \| \| \| \| \| みずほコーポ銀行(日立) \| みずほコーポ銀行(日立) \| みずほコーポ銀行(日立) \| みずほコーポ銀行(日立) \| みずほコーポ銀行(日立) \| みずほコーポ銀行(日立) \| \| \| \| \| \| \| \| \| \| \| \| \| \| \| \| \| \| \| \| \| \| \| \| \| \| (みずほ信託銀行(IBM)) \| \| \| \| \| \| \| \| \| \| \| \| \| \| \| \| \| \| \| \| \| \| \| \| \| \| \| \| \| \| \| \| \| \| \| \| \| \| \| \| \| \| \| \| \| \| 三菱銀行(IBM) \| 三菱銀行(IBM) \| 三菱銀行(IBM) \| 三菱銀行(IBM) \| 三菱銀行(IBM) \| 三菱銀行(IBM) \| \| \| 東京三菱銀行(IBM) \| 東京三菱銀行(IBM) \| 東京三菱銀行(IBM) \| 東京三菱銀行(IBM) \| 東京三菱銀行(IBM) \| 東京三菱銀行(IBM) \| \| \| 三菱UFJ銀行(IBM) \| 三菱UFJ銀行(IBM) \| 三菱UFJ銀行(IBM) \| 三菱UFJ銀行(IBM) \| 三菱UFJ銀行(IBM) \| 三菱UFJ銀行(IBM) \| \| \| \| \| \| \| \| \| \| 三菱銀行(IBM) \| 三菱銀行(IBM) \| 三菱銀行(IBM) \| 三菱銀行(IBM) \| 三菱銀行(IBM) \| 三菱銀行(IBM) \| \| \| 東京三菱銀行(IBM) \| 東京三菱銀行(IBM) \| 東京三菱銀行(IBM) \| 東京三菱銀行(IBM) \| 東京三菱銀行(IBM) \| 東京三菱銀行(IBM) \| \| \| 三菱UFJ銀行(IBM) \| 三菱UFJ銀行(IBM) \| 三菱UFJ銀行(IBM) \| 三菱UFJ銀行(IBM) \| 三菱UFJ銀行(IBM) \| 三菱UFJ銀行(IBM) \| \| \| \| \| \| \| \| \| \| 東京銀行(富士通) \| \| \| \| \| \| \| \| \| \| \| \| \| \| \| \| \| \| \| \| \| \| \| \| \| \| \| \| \| \| \| \| \| \| \| \| \| \| \| \| \| \| \| \| \| \| \| \| \| \| \| \| \| \| \| \| \| \| \| \| \| \| 三和銀行(日立) \| 三和銀行(日立) \| 三和銀行(日立) \| 三和銀行(日立) \| 三和銀行(日立) \| 三和銀行(日立) \| \| \| UFJ銀行(日立) \| UFJ銀行(日立) \| UFJ銀行(日立) \| UFJ銀行(日立) \| UFJ銀行(日立) \| UFJ銀行(日立) \| \| \| \| \| \| \| \| \| \| \| \| \| \| \| \| \| \| 三和銀行(日立) \| 三和銀行(日立) \| 三和銀行(日立) \| 三和銀行(日立) \| 三和銀行(日立) \| 三和銀行(日立) \| \| \| UFJ銀行(日立) \| UFJ銀行(日立) \| UFJ銀行(日立) \| UFJ銀行(日立) \| UFJ銀行(日立) \| UFJ銀行(日立) \| \| \| \| \| \| \| \| \| \| \| \| \| \| \| \| \| \| 東海銀行(日立) \| \| \| \| \| \| \| \| \| \| \| \| \| \| \| \| \| \| \| \| \| \| \| \| \| \| \| \| \| \| \| \| \| \| \| \| \| \| \| \| \| \| \| \| \| \| \| \| \| \| \| \| \| \| \| \| \| \| \| \| \| \| 住友銀行(NEC) \| 住友銀行(NEC) \| 住友銀行(NEC) \| 住友銀行(NEC) \| 住友銀行(NEC) \| 住友銀行(NEC) \| \| \| \| \| \| \| \| \| \| \| 三井住友銀行(NEC) \| 三井住友銀行(NEC) \| 三井住友銀行(NEC) \| 三井住友銀行(NEC) \| 三井住友銀行(NEC) \| 三井住友銀行(NEC) \| \| \| \| \| \| \| \| \| \| 住友銀行(NEC) \| 住友銀行(NEC) \| 住友銀行(NEC) \| 住友銀行(NEC) \| 住友銀行(NEC) \| 住友銀行(NEC) \| \| \| \| \| \| \| \| \| \| \| 三井住友銀行(NEC) \| 三井住友銀行(NEC) \| 三井住友銀行(NEC) \| 三井住友銀行(NEC) \| 三井住友銀行(NEC) \| 三井住友銀行(NEC) \| \| \| \| \| \| \| \| \| \| 太陽神戸銀行(富士通) \| 太陽神戸銀行(富士通) \| 太陽神戸銀行(富士通) \| 太陽神戸銀行(富士通) \| 太陽神戸銀行(富士通) \| 太陽神戸銀行(富士通) \| \| \| さくら銀行(富士通) \| さくら銀行(富士通) \| さくら銀行(富士通) \| さくら銀行(富士通) \| さくら銀行(富士通) \| さくら銀行(富士通) \| \| \| \| \| \| \| \| \| \| \| \| \| \| \| \| \| \| 太陽神戸銀行(富士通) \| 太陽神戸銀行(富士通) \| 太陽神戸銀行(富士通) \| 太陽神戸銀行(富士通) \| 太陽神戸銀行(富士通) \| 太陽神戸銀行(富士通) \| \| \| さくら銀行(富士通) \| さくら銀行(富士通) \| さくら銀行(富士通) \| さくら銀行(富士通) \| さくら銀行(富士通) \| さくら銀行(富士通) \| \| \| \| \| \| \| \| \| \| \| \| \| \| \| \| \| \| 三井銀行(IBM) \| \| \| \| \| \| \| \| \| \| \| \| \| \| \| \| \| \| \| \| \| \| \| \| \| \| \| \| \| \| \| \| \| \| \| \| \| \| \| \| \| \| \| \| \| \| \| \| \| \| \| \| \| \| \| \| \| \| \| \| \| \| \| \| \| \| \| \| \| \| \| \| \| \| (SMBC信託銀行(IBM)) \| \| \| \| \| \| \| \| \| \| \| \| \| \| \| \| \| \| \| \| \| \| \| \| \| \| \| \| \| \| \| \| \| \| \| \| \| \| \| \| \| \| \| \| \| \| \| \| \| \| 埼玉銀行(IBM) \| 埼玉銀行(IBM) \| 埼玉銀行(IBM) \| 埼玉銀行(IBM) \| 埼玉銀行(IBM) \| 埼玉銀行(IBM) \| \| \| あさひ銀行(IBM) \| あさひ銀行(IBM) \| あさひ銀行(IBM) \| あさひ銀行(IBM) \| あさひ銀行(IBM) \| あさひ銀行(IBM) \| \| \| りそな銀行・埼玉りそな銀行(IBM) \| りそな銀行・埼玉りそな銀行(IBM) \| りそな銀行・埼玉りそな銀行(IBM) \| りそな銀行・埼玉りそな銀行(IBM) \| りそな銀行・埼玉りそな銀行(IBM) \| りそな銀行・埼玉りそな銀行(IBM) \| \| \| \| \| \| \| \| \| \| 埼玉銀行(IBM) \| 埼玉銀行(IBM) \| 埼玉銀行(IBM) \| 埼玉銀行(IBM) \| 埼玉銀行(IBM) \| 埼玉銀行(IBM) \| \| \| あさひ銀行(IBM) \| あさひ銀行(IBM) \| あさひ銀行(IBM) \| あさひ銀行(IBM) \| あさひ銀行(IBM) \| あさひ銀行(IBM) \| \| \| りそな銀行・埼玉りそな銀行(IBM) \| りそな銀行・埼玉りそな銀行(IBM) \| りそな銀行・埼玉りそな銀行(IBM) \| りそな銀行・埼玉りそな銀行(IBM) \| りそな銀行・埼玉りそな銀行(IBM) \| りそな銀行・埼玉りそな銀行(IBM) \| \| \| \| \| \| \| \| \| \| 協和銀行(IBM) \| \| \| \| \| \| \| \| \| \| \| \| \| \| \| \| \| \| \| \| \| \| \| \| \| \| \| \| \| \| \| \| \| \| \| \| \| \| \| \| \| \| \| \| \| \| \| \| \| \| \| \| \| \| \| \| \| \| \| \| \| \| 大和銀行(IBM) \| \| \| \| \| \| \| \| \| \| \| \| \| \| \| \| \| \| \| \| \| \| \| \| \| \| \| \| \| \| \| \| \| \| \| \| \| \| \| \| \| \| \| \| \| \| \| \| \| \| \| \| \| \| \| \| \| \| \| \| \| \| 北海道拓殖銀行(IBM) \| 北海道拓殖銀行(IBM) \| 北海道拓殖銀行(IBM) \| 北海道拓殖銀行(IBM) \| 北海道拓殖銀行(IBM) \| 北海道拓殖銀行(IBM) \| \| \| (北洋銀行(IBM)) \| (北洋銀行(IBM)) \| (北洋銀行(IBM)) \| (北洋銀行(IBM)) \| (北洋銀行(IBM)) \| (北洋銀行(IBM)) \| \| \| (北洋銀行(TSUBASAアライアンス/IBM)) \| (北洋銀行(TSUBASAアライアンス/IBM)) \| (北洋銀行(TSUBASAアライアンス/IBM)) \| (北洋銀行(TSUBASAアライアンス/IBM)) \| (北洋銀行(TSUBASAアライアンス/IBM)) \| (北洋銀行(TSUBASAアライアンス/IBM)) \| \| \| \| \| \| \| \| \| \| 北海道拓殖銀行(IBM) \| 北海道拓殖銀行(IBM) \| 北海道拓殖銀行(IBM) \| 北海道拓殖銀行(IBM) \| 北海道拓殖銀行(IBM) \| 北海道拓殖銀行(IBM) \| \| \| (北洋銀行(IBM)) \| (北洋銀行(IBM)) \| (北洋銀行(IBM)) \| (北洋銀行(IBM)) \| (北洋銀行(IBM)) \| (北洋銀行(IBM)) \| \| \| (北洋銀行(TSUBASAアライアンス/IBM)) \| (北洋銀行(TSUBASAアライアンス/IBM)) \| (北洋銀行(TSUBASAアライアンス/IBM)) \| (北洋銀行(TSUBASAアライアンス/IBM)) \| (北洋銀行(TSUBASAアライアンス/IBM)) \| (北洋銀行(TSUBASAアライアンス/IBM)) \| \| \| \| \| \| \| \| \| \| (北洋銀行(日立)) \| \| \| \| \| \| \| \| \| \| \| \| \| \| \| \| \| \| \| \| \| \| \| \| \| \| \| \| \| \| \| \| \| \| \| \| \| \| \| \| \| \| \| \| \| \| \| \| \| \| \| \| \| \| \| \| \| \| \| \| \| |                      |                      |                      |                      |                      |  |  |                      |                      |                      |                      |                      |                      |  |  |                                     |                                     |                                     |                                     |                                     |                                     |  |  |                        |                        |                        |                        |                        |                        |
| 第一銀行(富士通) | 第一銀行(富士通)     | 第一銀行(富士通)     | 第一銀行(富士通)     | 第一銀行(富士通)     | 第一銀行(富士通)     |  |  | 第一勧業銀行(富士通) | 第一勧業銀行(富士通) | 第一勧業銀行(富士通) | 第一勧業銀行(富士通) | 第一勧業銀行(富士通) | 第一勧業銀行(富士通) |  |  | (旧)みずほ銀行(富士通)              | (旧)みずほ銀行(富士通)              | (旧)みずほ銀行(富士通)              | (旧)みずほ銀行(富士通)              | (旧)みずほ銀行(富士通)              | (旧)みずほ銀行(富士通)              |  |  | みずほ銀行(IBM/富士通) | みずほ銀行(IBM/富士通) | みずほ銀行(IBM/富士通) | みずほ銀行(IBM/富士通) | みずほ銀行(IBM/富士通) | みずほ銀行(IBM/富士通) |
| 第一銀行(富士通) | 第一銀行(富士通)     | 第一銀行(富士通)     | 第一銀行(富士通)     | 第一銀行(富士通)     | 第一銀行(富士通)     |  |  | 第一勧業銀行(富士通) | 第一勧業銀行(富士通) | 第一勧業銀行(富士通) | 第一勧業銀行(富士通) | 第一勧業銀行(富士通) | 第一勧業銀行(富士通) |  |  | (旧)みずほ銀行(富士通)              | (旧)みずほ銀行(富士通)              | (旧)みずほ銀行(富士通)              | (旧)みずほ銀行(富士通)              | (旧)みずほ銀行(富士通)              | (旧)みずほ銀行(富士通)              |  |  | みずほ銀行(IBM/富士通) | みずほ銀行(IBM/富士通) | みずほ銀行(IBM/富士通) | みずほ銀行(IBM/富士通) | みずほ銀行(IBM/富士通) | みずほ銀行(IBM/富士通) |
| 日本勧業銀行(IBM) |                      |                      |                      |                      |                      |  |  |                      |                      |                      |                      |                      |                      |  |  |                                     |                                     |                                     |                                     |                                     |                                     |  |  |                        |                        |                        |                        |                        |                        |
| |                      |                      |                      |                      |                      |  |  |                      |                      |                      |                      |                      |                      |  |  |                                     |                                     |                                     |                                     |                                     |                                     |  |  |                        |                        |                        |                        |                        |                        |
| 富士銀行(IBM) |                      |                      |                      |                      |                      |  |  |                      |                      |                      |                      |                      |                      |  |  |                                     |                                     |                                     |                                     |                                     |                                     |  |  |                        |                        |                        |                        |                        |                        |
| |                      |                      |                      |                      |                      |  |  |                      |                      |                      |                      |                      |                      |  |  |                                     |                                     |                                     |                                     |                                     |                                     |  |  |                        |                        |                        |                        |                        |                        |
| 日本興業銀行(日立) | 日本興業銀行(日立)   | 日本興業銀行(日立)   | 日本興業銀行(日立)   | 日本興業銀行(日立)   | 日本興業銀行(日立)   |  |  |                      |                      |                      |                      |                      |                      |  |  | みずほコーポ銀行(日立)              | みずほコーポ銀行(日立)              | みずほコーポ銀行(日立)              | みずほコーポ銀行(日立)              | みずほコーポ銀行(日立)              | みずほコーポ銀行(日立)              |  |  |                        |                        |                        |                        |                        |                        |
| 日本興業銀行(日立) | 日本興業銀行(日立)   | 日本興業銀行(日立)   | 日本興業銀行(日立)   | 日本興業銀行(日立)   | 日本興業銀行(日立)   |  |  |                      |                      |                      |                      |                      |                      |  |  | みずほコーポ銀行(日立)              | みずほコーポ銀行(日立)              | みずほコーポ銀行(日立)              | みずほコーポ銀行(日立)              | みずほコーポ銀行(日立)              | みずほコーポ銀行(日立)              |  |  |                        |                        |                        |                        |                        |                        |
| |                      |                      |                      |                      |                      |  |  |                      |                      |                      |                      |                      |                      |  |  | (みずほ信託銀行(IBM))               |                                     |                                     |                                     |                                     |                                     |  |  |                        |                        |                        |                        |                        |                        |
| |                      |                      |                      |                      |                      |  |  |                      |                      |                      |                      |                      |                      |  |  |                                     |                                     |                                     |                                     |                                     |                                     |  |  |                        |                        |                        |                        |                        |                        |
| 三菱銀行(IBM) | 三菱銀行(IBM)        | 三菱銀行(IBM)        | 三菱銀行(IBM)        | 三菱銀行(IBM)        | 三菱銀行(IBM)        |  |  | 東京三菱銀行(IBM)    | 東京三菱銀行(IBM)    | 東京三菱銀行(IBM)    | 東京三菱銀行(IBM)    | 東京三菱銀行(IBM)    | 東京三菱銀行(IBM)    |  |  | 三菱UFJ銀行(IBM)                    | 三菱UFJ銀行(IBM)                    | 三菱UFJ銀行(IBM)                    | 三菱UFJ銀行(IBM)                    | 三菱UFJ銀行(IBM)                    | 三菱UFJ銀行(IBM)                    |  |  |                        |                        |                        |                        |                        |                        |
| 三菱銀行(IBM) | 三菱銀行(IBM)        | 三菱銀行(IBM)        | 三菱銀行(IBM)        | 三菱銀行(IBM)        | 三菱銀行(IBM)        |  |  | 東京三菱銀行(IBM)    | 東京三菱銀行(IBM)    | 東京三菱銀行(IBM)    | 東京三菱銀行(IBM)    | 東京三菱銀行(IBM)    | 東京三菱銀行(IBM)    |  |  | 三菱UFJ銀行(IBM)                    | 三菱UFJ銀行(IBM)                    | 三菱UFJ銀行(IBM)                    | 三菱UFJ銀行(IBM)                    | 三菱UFJ銀行(IBM)                    | 三菱UFJ銀行(IBM)                    |  |  |                        |                        |                        |                        |                        |                        |
| 東京銀行(富士通) |                      |                      |                      |                      |                      |  |  |                      |                      |                      |                      |                      |                      |  |  |                                     |                                     |                                     |                                     |                                     |                                     |  |  |                        |                        |                        |                        |                        |                        |
| |                      |                      |                      |                      |                      |  |  |                      |                      |                      |                      |                      |                      |  |  |                                     |                                     |                                     |                                     |                                     |                                     |  |  |                        |                        |                        |                        |                        |                        |
| 三和銀行(日立) | 三和銀行(日立)       | 三和銀行(日立)       | 三和銀行(日立)       | 三和銀行(日立)       | 三和銀行(日立)       |  |  | UFJ銀行(日立)        | UFJ銀行(日立)        | UFJ銀行(日立)        | UFJ銀行(日立)        | UFJ銀行(日立)        | UFJ銀行(日立)        |  |  |                                     |                                     |                                     |                                     |                                     |                                     |  |  |                        |                        |                        |                        |                        |                        |
| 三和銀行(日立) | 三和銀行(日立)       | 三和銀行(日立)       | 三和銀行(日立)       | 三和銀行(日立)       | 三和銀行(日立)       |  |  | UFJ銀行(日立)        | UFJ銀行(日立)        | UFJ銀行(日立)        | UFJ銀行(日立)        | UFJ銀行(日立)        | UFJ銀行(日立)        |  |  |                                     |                                     |                                     |                                     |                                     |                                     |  |  |                        |                        |                        |                        |                        |                        |
| 東海銀行(日立) |                      |                      |                      |                      |                      |  |  |                      |                      |                      |                      |                      |                      |  |  |                                     |                                     |                                     |                                     |                                     |                                     |  |  |                        |                        |                        |                        |                        |                        |
| |                      |                      |                      |                      |                      |  |  |                      |                      |                      |                      |                      |                      |  |  |                                     |                                     |                                     |                                     |                                     |                                     |  |  |                        |                        |                        |                        |                        |                        |
| 住友銀行(NEC) | 住友銀行(NEC)        | 住友銀行(NEC)        | 住友銀行(NEC)        | 住友銀行(NEC)        | 住友銀行(NEC)        |  |  |                      |                      |                      |                      |                      |                      |  |  | 三井住友銀行(NEC)                   | 三井住友銀行(NEC)                   | 三井住友銀行(NEC)                   | 三井住友銀行(NEC)                   | 三井住友銀行(NEC)                   | 三井住友銀行(NEC)                   |  |  |                        |                        |                        |                        |                        |                        |
| 住友銀行(NEC) | 住友銀行(NEC)        | 住友銀行(NEC)        | 住友銀行(NEC)        | 住友銀行(NEC)        | 住友銀行(NEC)        |  |  |                      |                      |                      |                      |                      |                      |  |  | 三井住友銀行(NEC)                   | 三井住友銀行(NEC)                   | 三井住友銀行(NEC)                   | 三井住友銀行(NEC)                   | 三井住友銀行(NEC)                   | 三井住友銀行(NEC)                   |  |  |                        |                        |                        |                        |                        |                        |
| 太陽神戸銀行(富士通) | 太陽神戸銀行(富士通) | 太陽神戸銀行(富士通) | 太陽神戸銀行(富士通) | 太陽神戸銀行(富士通) | 太陽神戸銀行(富士通) |  |  | さくら銀行(富士通)   | さくら銀行(富士通)   | さくら銀行(富士通)   | さくら銀行(富士通)   | さくら銀行(富士通)   | さくら銀行(富士通)   |  |  |                                     |                                     |                                     |                                     |                                     |                                     |  |  |                        |                        |                        |                        |                        |                        |
| 太陽神戸銀行(富士通) | 太陽神戸銀行(富士通) | 太陽神戸銀行(富士通) | 太陽神戸銀行(富士通) | 太陽神戸銀行(富士通) | 太陽神戸銀行(富士通) |  |  | さくら銀行(富士通)   | さくら銀行(富士通)   | さくら銀行(富士通)   | さくら銀行(富士通)   | さくら銀行(富士通)   | さくら銀行(富士通)   |  |  |                                     |                                     |                                     |                                     |                                     |                                     |  |  |                        |                        |                        |                        |                        |                        |
| 三井銀行(IBM) |                      |                      |                      |                      |                      |  |  |                      |                      |                      |                      |                      |                      |  |  |                                     |                                     |                                     |                                     |                                     |                                     |  |  |                        |                        |                        |                        |                        |                        |
| |                      |                      |                      |                      |                      |  |  |                      |                      |                      |                      |                      |                      |  |  |                                     |                                     |                                     |                                     |                                     |                                     |  |  |                        |                        |                        |                        |                        |                        |
| |                      |                      |                      |                      |                      |  |  |                      |                      |                      |                      | (SMBC信託銀行(IBM))  |                      |  |  |                                     |                                     |                                     |                                     |                                     |                                     |  |  |                        |                        |                        |                        |                        |                        |
| |                      |                      |                      |                      |                      |  |  |                      |                      |                      |                      |                      |                      |  |  |                                     |                                     |                                     |                                     |                                     |                                     |  |  |                        |                        |                        |                        |                        |                        |
| 埼玉銀行(IBM) | 埼玉銀行(IBM)        | 埼玉銀行(IBM)        | 埼玉銀行(IBM)        | 埼玉銀行(IBM)        | 埼玉銀行(IBM)        |  |  | あさひ銀行(IBM)      | あさひ銀行(IBM)      | あさひ銀行(IBM)      | あさひ銀行(IBM)      | あさひ銀行(IBM)      | あさひ銀行(IBM)      |  |  | りそな銀行・埼玉りそな銀行(IBM)     | りそな銀行・埼玉りそな銀行(IBM)     | りそな銀行・埼玉りそな銀行(IBM)     | りそな銀行・埼玉りそな銀行(IBM)     | りそな銀行・埼玉りそな銀行(IBM)     | りそな銀行・埼玉りそな銀行(IBM)     |  |  |                        |                        |                        |                        |                        |                        |
| 埼玉銀行(IBM) | 埼玉銀行(IBM)        | 埼玉銀行(IBM)        | 埼玉銀行(IBM)        | 埼玉銀行(IBM)        | 埼玉銀行(IBM)        |  |  | あさひ銀行(IBM)      | あさひ銀行(IBM)      | あさひ銀行(IBM)      | あさひ銀行(IBM)      | あさひ銀行(IBM)      | あさひ銀行(IBM)      |  |  | りそな銀行・埼玉りそな銀行(IBM)     | りそな銀行・埼玉りそな銀行(IBM)     | りそな銀行・埼玉りそな銀行(IBM)     | りそな銀行・埼玉りそな銀行(IBM)     | りそな銀行・埼玉りそな銀行(IBM)     | りそな銀行・埼玉りそな銀行(IBM)     |  |  |                        |                        |                        |                        |                        |                        |
| 協和銀行(IBM) |                      |                      |                      |                      |                      |  |  |                      |                      |                      |                      |                      |                      |  |  |                                     |                                     |                                     |                                     |                                     |                                     |  |  |                        |                        |                        |                        |                        |                        |
| |                      |                      |                      |                      |                      |  |  |                      |                      |                      |                      |                      |                      |  |  |                                     |                                     |                                     |                                     |                                     |                                     |  |  |                        |                        |                        |                        |                        |                        |
| 大和銀行(IBM) |                      |                      |                      |                      |                      |  |  |                      |                      |                      |                      |                      |                      |  |  |                                     |                                     |                                     |                                     |                                     |                                     |  |  |                        |                        |                        |                        |                        |                        |
| |                      |                      |                      |                      |                      |  |  |                      |                      |                      |                      |                      |                      |  |  |                                     |                                     |                                     |                                     |                                     |                                     |  |  |                        |                        |                        |                        |                        |                        |
| 北海道拓殖銀行(IBM) | 北海道拓殖銀行(IBM)  | 北海道拓殖銀行(IBM)  | 北海道拓殖銀行(IBM)  | 北海道拓殖銀行(IBM)  | 北海道拓殖銀行(IBM)  |  |  | (北洋銀行(IBM))      | (北洋銀行(IBM))      | (北洋銀行(IBM))      | (北洋銀行(IBM))      | (北洋銀行(IBM))      | (北洋銀行(IBM))      |  |  | (北洋銀行(TSUBASAアライアンス/IBM)) | (北洋銀行(TSUBASAアライアンス/IBM)) | (北洋銀行(TSUBASAアライアンス/IBM)) | (北洋銀行(TSUBASAアライアンス/IBM)) | (北洋銀行(TSUBASAアライアンス/IBM)) | (北洋銀行(TSUBASAアライアンス/IBM)) |  |  |                        |                        |                        |                        |                        |                        |
| 北海道拓殖銀行(IBM) | 北海道拓殖銀行(IBM)  | 北海道拓殖銀行(IBM)  | 北海道拓殖銀行(IBM)  | 北海道拓殖銀行(IBM)  | 北海道拓殖銀行(IBM)  |  |  | (北洋銀行(IBM))      | (北洋銀行(IBM))      | (北洋銀行(IBM))      | (北洋銀行(IBM))      | (北洋銀行(IBM))      | (北洋銀行(IBM))      |  |  | (北洋銀行(TSUBASAアライアンス/IBM)) | (北洋銀行(TSUBASAアライアンス/IBM)) | (北洋銀行(TSUBASAアライアンス/IBM)) | (北洋銀行(TSUBASAアライアンス/IBM)) | (北洋銀行(TSUBASAアライアンス/IBM)) | (北洋銀行(TSUBASAアライアンス/IBM)) |  |  |                        |                        |                        |                        |                        |                        |
| (北洋銀行(日立)) |                      |                      |                      |                      |                      |  |  |                      |                      |                      |                      |                      |                      |  |  |                                     |                                     |                                     |                                     |                                     |                                     |  |  |                        |                        |                        |                        |                        |                        |
| |                      |                      |                      |                      |                      |  |  |                      |                      |                      |                      |                      |                      |  |  |                                     |                                     |                                     |                                     |                                     |                                     |  |  |                        |                        |                        |                        |                        |                        |

### 一覧
日本の銀行の勘定系システムは下表の通り。
| 銀行コード | 名称                         | 種類               | 主なベンダー                                                              | 共同化                       | 主なハードウェア                    | 主なパッケージ      | 備考 |
| ---------- | ---------------------------- | ------------------ | ------------------------------------------------------------------------- | ---------------------------- | ----------------------------------- | ------------------- | --- |
| 0001       | みずほ銀行                   | 都銀               | みずほリサーチ&テクノロジーズ / 富士通 / 日立製作所 / 日本IBM / NTTデータ | (MINORI)                     | IBMメインフレーム/富士通Linuxサーバ | SAIL                | 2002年の3行合併後、みずほ信託銀行も含め、2019年迄に新規開発システム「MINORI」に移行済。なお移行前システムは、第一勧業銀行は「STEPS」（富士通メインフレーム）、富士銀行は「TOP」（IBMメインフレーム）、日本興業銀行は「C-base」（日立メインフレーム）、みずほ信託銀行は「BEST」（IBMメインフレーム）。                                                                                     |
| 0005       | 三菱UFJ銀行                  | 都銀               | 三菱UFJインフォメーションテクノロジー / 日本IBM                           | (Chance)                     | IBMメインフレーム                   | SAIL                | 旧三菱銀行系(IBMメインフレーム)がベース。1996年の東京三菱銀行では旧東京銀行系(富士通メインフレーム)を片寄せ統合。2002年のUFJ銀行では旧東海銀行系(IBMメインフレーム)を旧三和銀行（日立メインフレーム）に片寄せ統合。2006年の三菱東京UFJ銀行では2008年に旧UFJ系を旧東京三菱銀行系に片寄せ統合。パッケージ化してChance地銀共同化システムに提供中。2031年度までに勘定系システムの刷新を予定。 |
| 0009       | 三井住友銀行                 | 都銀               | 日本総合研究所 / NEC                                                      | -                            | NECメインフレーム                   | -                   | 旧住友銀行系(NECメインフレーム)がベース。2001年の合併では、旧さくら銀行系（富士通メインフレーム）を片寄せ統合。2003年に旧わかしお銀行システムを片寄せ統合。2025年度に新勘定系（NECメインフレーム、オープンシステム）に移行予定。 |
| 0010       | りそな銀行                   | 都銀               | NTTデータソフィア / NTTデータ                                             | りそな共同化                 | IBMメインフレーム                   | CAP                 | 旧あさひ銀行系の「CAP」がベース。2003年の合併・分割では、旧大和銀行系の「NEWTON」(IBMメインフレーム)を片寄統合し、「NEWTON」はゆうちょ銀行の基幹システムに転用。2008年に近畿大阪銀行と、2019年に関西みらい銀行（旧関西アーバン銀行勘定）と共同化。詳細は りそな銀行#オンラインシステムの統合に関する経緯 も参照。                                                                         |
| 0017       | 埼玉りそな銀行               | 都銀               | NTTデータソフィア / NTTデータ                                             | りそな共同化                 | IBMメインフレーム                   | CAP                 | 旧あさひ銀行系の「CAP」がベース。2003年の合併・分割では、旧大和銀行系の「NEWTON」(IBMメインフレーム)を片寄統合し、「NEWTON」はゆうちょ銀行の基幹システムに転用。2008年に近畿大阪銀行と、2019年に関西みらい銀行（旧関西アーバン銀行勘定）と共同化。詳細は りそな銀行#オンラインシステムの統合に関する経緯 も参照。                                                                         |
| 0033       | PayPay銀行                   | ネット銀           | 富士通                                                                    | W-BANK                       | 富士通UNIXサーバ                    | W-BANK              | 2000年に稼働。 |
| 0034       | セブン銀行                   | ネット銀           | BIPROGY                                                                   | BANKSTAR                     | Windowsサーバ                       | BANKSTAR            | 2006年に稼働。 |
| 0035       | ソニー銀行                   | ネット銀           | 富士通                                                                    | xBank                        | AWS                                 | AWS                 | 2025年5月、富士通がAWS上で稼働させる xBank（クロスバンク）に移行。 |
| 0036       | 楽天銀行                     | ネット銀           | オラクル                                                                  | FLEXCUBE                     | IBM UNIXサーバ                      | FLEXCUBE            | [ 21 ] |
| 0038       | 住信SBIネット銀行            | ネット銀           | IBM                                                                       | NEFSS                        | IBM UNIXサーバ                      | NEFSS               | 2022年に現行のNEFSSを使用して更改予定。 |
| 0039       | auじぶん銀行                 | ネット銀           | BIPROGY                                                                   | BANKSTAR                     | Windowsサーバ                       | BANKSTAR            | 2021年にオラクルのFLEXCUBEからBIPROGYのBANKSTARに移行済。 |
| 0040       | イオン銀行                   | ネット銀           | 日立                                                                      | NEXTBASE                     | 日立メインフレーム                  | BeSTA               | 2007年の開業時に稼働。2022年10月に更改予定、NEXTBASEを継続使用。 |
| 0041       | 大和ネクスト銀行             | ネット銀           | 富士通                                                                    | W-BANK                       | 富士通Linuxサーバ                   | W-BANK              | 2011年に稼働。 |
| 0042       | ローソン銀行                 | ネット銀           | IBM                                                                       | Chance                       | IBMメインフレーム                   | SAIL                | 2018年開業より共同システムのChanceを使用。2026年以降にBANKSTARに移行の方向。 |
| 0044       | UI銀行                       | ネット銀           | SBJ DNX                                                                   | AiTHER                       | Google Cloud Platform（GCP）        | AiTHER              | 2022年1月開業時よりオープン系勘定系システム「AiTHER」をクラウド使用。 |
| 0043       | みんなの銀行                 | ネット銀           | アクセンチュア                                                            |                              | Google Cloud Platform（GCP）        | MAINRI              | GCP上に勘定系システムを新規構築。 |
| 0046       | 01銀行                       | ネット銀           | オラクル                                                                  | FLEXCUBE                     | 富士通Linuxサーバ                   | FLEXCUBE            | 池田泉州ホールディングス傘下のネット銀として開業予定。 |
| 0116       | 北海道銀行                   | 地銀               | NTTデータ                                                                 | MEJAR                        | 富士通Linuxサーバ                   | BeSTA/PITON         | 2024年1月に富士通メインフレームからオープン基盤（NTTデータのフレームワークPITON）に移行。 |
| 0117       | 青森みちのく銀行             | 地銀               | NTTデータ                                                                 | 地銀共同センター             | 日立メインフレーム                  | BeSTA               | 2022年4月にみちのく銀行と経営統合。2025年1月1日の合併と同時に、従来から青森銀行が採用していた地銀共同センターに片寄せ統合。 |
| 0119       | 秋田銀行                     | 地銀               | NTTデータ                                                                 | 地銀共同センター             | 日立メインフレーム                  | BeSTA               | |
| 0120       | 北都銀行                     | 地銀               | NTTデータ                                                                 | BeSTAcloud                   | 日立メインフレーム                  | BeSTA               | |
| 0121       | 荘内銀行                     | 地銀               | NTTデータ                                                                 | BeSTAcloud                   | 日立メインフレーム                  | BeSTA               | |
| 0122       | 山形銀行                     | 地銀               | IBM                                                                       | じゅうだん会                 | IBMメインフレーム                   | SAIL                | |
| 0123       | 岩手銀行                     | 地銀               | NTTデータ                                                                 | 地銀共同センター             | 日立メインフレーム                  | BeSTA               | |
| 0124       | 東北銀行                     | 地銀               | NTTデータ                                                                 | STELLA CUBE                  | 日立メインフレーム                  | BeSTA               | |
| 0125       | 七十七銀行                   | 地銀               | NTTデータ                                                                 | MEJAR                        | 富士通Linuxサーバ                   | BeSTA/PITON         | 2024年1月に富士通メインフレームからオープン基盤（NTTデータのフレームワークPITON）に移行。 |
| 0126       | 東邦銀行                     | 地銀               | IBM                                                                       | TSUBASA                      | IBMメインフレーム                   | 千葉銀ベース        | 2003年 PROBANK 初ユーザー。2024年1月にPROBANKからTSUBASAに移行。 |
| 0128       | 群馬銀行                     | 地銀               | 富士通                                                                    | -                            | 富士通メインフレーム                | -                   | 2020年にTSUBASAアライアンスに加盟、2022年1月に勘定系更改済。富士通メインフレーム撤退発表後の対応は検討中。 |
| 0129       | 足利銀行                     | 地銀               | IBM                                                                       | Chance                       | IBMメインフレーム                   | SAIL                | 2020年1月にChanceに移行。 |
| 0130       | 常陽銀行                     | 地銀               | IBM                                                                       | Chance                       | IBMメインフレーム                   | SAIL                | |
| 0131       | 筑波銀行                     | 地銀               | IBM                                                                       | じゅうだん会                 | IBMメインフレーム                   | SAIL                | |
| 0133       | 武蔵野銀行                   | 地銀               | IBM                                                                       | じゅうだん会                 | IBMメインフレーム                   | SAIL                | |
| 0134       | 千葉銀行                     | 地銀               | IBM                                                                       | TSUBASA                      | IBMメインフレーム                   | 千葉銀ベース        | |
| 0135       | 千葉興業銀行                 | 地銀               | NTTデータ                                                                 | 地銀共同センター             | 日立メインフレーム                  | BeSTA               | |
| 0137       | きらぼし銀行                 | 地銀               | NTTデータ                                                                 | STELLA CUBE                  | 日立メインフレーム                  | BeSTA               | 2018年の3行合併後、新銀行東京のシステムは合併と同時に、その後、2020年5月までに旧八千代銀行のシステム(BankingWeb21)を旧東京都民銀行のシステム(STELLA CUBE)に片寄統合した。 |
| 0138       | 横浜銀行                     | 地銀               | NTTデータ                                                                 | MEJAR                        | 富士通Linuxサーバ                   | BeSTA/PITON         | 2024年1月4日に富士通メインフレームからオープン基盤（NTTデータのフレームワークPITON）に移行。 |
| 0140       | 第四北越銀行                 | 地銀               | IBM                                                                       | TSUBASA                      | IBMメインフレーム                   | 千葉銀ベース        | 2021年1月 旧第四銀行の共同化システムTSUBASAに一本化して営業開始。 |
| 0142       | 山梨中央銀行                 | 地銀               | BIPROGY                                                                   | BankVision on Azure          | Windowsサーバ（Microsoft Azure）    | BankVision on Azure | 2023年5月、BankVision on Azureに移行。 |
| 0143       | 八十二銀行                   | 地銀               | IBM                                                                       | じゅうだん会                 | IBMメインフレーム                   | SAIL                | |
| 0144       | 北陸銀行                     | 地銀               | NTTデータ                                                                 | MEJAR                        | 富士通Linuxサーバ                   | BeSTA/PITON         | 2024年1月に富士通メインフレームからオープン基盤（NTTデータのフレームワークPITON）に移行。 |
| 0145       | 富山銀行                     | 地銀               | NTTデータ                                                                 | STELLA CUBE                  | 日立メインフレーム                  | BeSTA               | |
| 0146       | 北國銀行                     | 地銀               | BIPROGY                                                                   | BankVision on Azure          | Windowsサーバ（Microsoft Azure）    | BankVision on Azure | 2021年5月にBankVision on Azureに移行済。 |
| 0147       | 福井銀行                     | 地銀               | NTTデータ                                                                 | 地銀共同センター             | 日立メインフレーム                  | BeSTA               | |
| 0149       | 静岡銀行                     | 地銀               | 日立                                                                      | OpenStage                    | 日立Linuxサーバ                     | 静岡銀ベース        | 2021年1月に富士通メインフレームから移行済。 |
| 0150       | スルガ銀行                   | 地銀               | BIPROGY                                                                   | BankVision                   | Windowsサーバ                       | BankVision          | 2026年5月にAzure上のBIPROGY BankVisionに移行予定。 |
| 0151       | 清水銀行                     | 地銀               | NTTデータ                                                                 | STELLA CUBE                  | 日立メインフレーム                  | BeSTA               | 2024年5月にPROBANKより移行済。 |
| 0152       | 大垣共立銀行                 | 地銀               | BIPROGY                                                                   | BankVision                   | Windowsサーバ                       | BankVision          | |
| 0153       | 十六銀行                     | 地銀               | IBM                                                                       | Chance                       | IBMメインフレーム                   | SAIL                | |
| 0154       | 三十三銀行                   | 地銀               | 日立                                                                      | NEXTBASE                     | 日立メインフレーム                  | BeSTA               | 2021年5月、第三銀行が三重銀行を吸収合併し、三十三銀行に改称。合併と同時に全国地方銀行協会への加盟に伴い、統一金融機関コードの変更が実施されたが、勘定系システムは三重銀行のものを継続使用。通帳は、合併と同時に旧第三銀行側が強制繰越とされた。 |
| 0155       | 百五銀行                     | 地銀               | BIPROGY                                                                   | BankVision                   | Windowsサーバ                       | BankVision          | |
| 0157       | 滋賀銀行                     | 地銀               | 富士通                                                                    | FSPS                         | 富士通メインフレーム                | FSPS                | 2025年以降の日立「OpenStage」への移行予定を中止し2027年1月に富士通メインフレームの更改予定。次期勘定系はBIPROGY BankVisionをMicrosoft Azure上で稼働予定。 |
| 0158       | 京都銀行                     | 地銀               | NTTデータ                                                                 | 地銀共同センター             | 日立メインフレーム                  | BeSTA               | |
| 0159       | 関西みらい銀行               | 地銀               | NTTデータ                                                                 | りそな共同化                 | IBMメインフレーム                   | CAP                 | 近畿大阪銀行時代の2008年にりそな統合システムへ移行。2019年に関西アーバン銀行勘定をりそな統合システムに移行。 |
| 0161       | 池田泉州銀行                 | 地銀               | NTTデータ                                                                 | 地銀共同センター             | 日立メインフレーム                  | BeSTA               | |
| 0162       | 南都銀行                     | 地銀               | IBM                                                                       | Chance                       | IBMメインフレーム                   | SAIL                | |
| 0163       | 紀陽銀行                     | 地銀               | BIPROGY                                                                   | BankVision on Azure          | Windowsサーバ（Microsoft Azure）    | BankVision on Azure | 2022年10月にBankVisionからBankVision on Azureに移行。 |
| 0164       | 但馬銀行                     | 地銀               | NTTデータ                                                                 | STELLA CUBE                  | 日立メインフレーム                  | BeSTA               | |
| 0166       | 鳥取銀行                     | 地銀               | NTTデータ                                                                 | 地銀共同センター             | 日立メインフレーム                  | BeSTA               | |
| 0167       | 山陰合同銀行                 | 地銀               | NTTデータ                                                                 | 地銀共同センター             | 日立メインフレーム                  | BeSTA               | |
| 0168       | 中国銀行                     | 地銀               | IBM                                                                       | TSUBASA                      | IBMメインフレーム                   | 千葉銀ベース        | |
| 0169       | 広島銀行                     | 地銀               | IBM                                                                       | 広銀・FFG共同化              | IBMメインフレーム                   | 福銀ベース          | 2003年に共同化稼働。2030年度をめどにMEJAR（2024年にオープン基盤に移行予定）に合流予定。 |
| 0170       | 山口銀行                     | 地銀               | IBM                                                                       | Chance                       | IBMメインフレーム                   | SAIL                | |
| 0172       | 阿波銀行                     | 地銀               | IBM                                                                       | じゅうだん会                 | IBMメインフレーム                   | SAIL                | |
| 0173       | 百十四銀行                   | 地銀               | IBM                                                                       | Chance                       | IBMメインフレーム                   | SAIL                | |
| 0174       | 伊予銀行                     | 地銀               | IBM                                                                       | -                            | IBMメインフレーム                   | -                   | 2028年に日立製作所のオープン勘定系パッケージ「OpenStage」に移行予定だったが、2025年2月に中止した。 |
| 0175       | 四国銀行                     | 地銀               | NTTデータ                                                                 | 地銀共同センター             | 日立メインフレーム                  | BeSTA               | |
| 0177       | 福岡銀行                     | 地銀               | IBM                                                                       | 広銀・FFG共同化              | IBMメインフレーム                   | 福銀ベース          | 2003年に共同化稼働。 |
| 0190       | 西日本シティ銀行             | 地銀               | NTTデータ                                                                 | 地銀共同センター             | 日立メインフレーム                  | BeSTA               | |
| 0178       | 筑邦銀行                     | 地銀               | BIPROGY                                                                   | BankVision                   | Windowsサーバ                       | BankVision          | |
| 0191       | 北九州銀行                   | 地銀               | IBM                                                                       | Chance                       | IBMメインフレーム                   | SAIL                | |
| 0179       | 佐賀銀行                     | 地銀               | BIPROGY                                                                   | BankVision                   | Windowsサーバ                       | BankVision          | |
| 0181       | 十八親和銀行                 | 地銀               | IBM                                                                       | 広銀・FFG共同化              | IBMメインフレーム                   | 福銀ベース          | 2003年に、親和銀行にて共同化稼働。2020年10月の合併より1銀行2システム。2021年1月に十八銀行システム（BankVisionを使用）を統合した。 |
| 0182       | 肥後銀行                     | 地銀               | 日立                                                                      | Banks’ware for Open Platform | 日立Linuxサーバ                     | Banks'ware          | 2019年に日立メインフレームから移行。日立のオープン勘定系システムのBanks’ware for Open Platformを使用中。 |
| 0183       | 大分銀行                     | 地銀               | NTTデータ                                                                 | 地銀共同センター             | 日立メインフレーム                  | BeSTA               | |
| 0184       | 宮崎銀行                     | 地銀               | IBM                                                                       | じゅうだん会                 | IBMメインフレーム                   | SAIL                | |
| 0185       | 鹿児島銀行                   | 地銀               | BIPROGY                                                                   | BankVision                   | Windowsサーバ                       | BankVision          | 次期基幹系システム（オープンシステム、BankVision）へ移行済。 |
| 0187       | 琉球銀行                     | 地銀               | IBM                                                                       | じゅうだん会                 | IBMメインフレーム                   | SAIL                | 2020年4月、TSUBASAアライアンスとフィンテック分野での連携を結んだが、勘定系はじゅうだん会を継続。 |
| 0188       | 沖縄銀行                     | 地銀               | NEC                                                                       | -                            | NECメインフレーム                   | -                   | |
| 0288       | 三菱UFJ信託銀行              | 信託銀行           | IBM                                                                       | -                            | IBMメインフレーム                   | -                   | 2008年 旧UFJ信託銀行系（日立メインフレーム）を旧三菱信託銀行系に片寄統合。 2024年7月、アクセンチュアと次期勘定系システムを共同開発する方針を明らかにした。 |
| 0289       | みずほ信託銀行               | 信託銀行           | みずほリサーチ&テクノロジーズ / 富士通 / 日立製作所 / 日本IBM / NTTデータ | (MINORI)                     | IBMメインフレーム/富士通Linuxサーバ | SAIL                | みずほ銀行の「MINORI」を共有。 |
| 0294       | 三井住友信託銀行             | 信託銀行           | IBM                                                                       | -                            | IBMメインフレーム                   | -                   | 2014年 旧住友信託銀行系（IBMメインフレーム）を旧中央三井信託銀行系に片寄統合。 |
| 0295       | ニューヨークメロン信託銀行   | 信託銀行           |                                                                           |                              |                                     |                     | |
| 0297       | 日本マスタートラスト信託銀行 | 信託銀行           |                                                                           |                              |                                     |                     | |
| 0299       | ステート・ストリート信託銀行 | 信託銀行           |                                                                           |                              |                                     |                     | |
| 0300       | SMBC信託銀行                 | 信託銀行           | 日本総合研究所 / NEC                                                      | 三井住友銀行共同             | NECメインフレーム                   | -                   | 三井住友銀行の勘定系を共有。 |
| 0304       | 野村信託銀行                 | 信託銀行           | BIPROGY                                                                   | BANKSTAR                     | Windowsサーバ                       | BANKSTAR            | |
| 0307       | オリックス銀行               | 信託銀行           | 富士通                                                                    | W-BANK                       | 富士通クラウド                      | W-BANK              | 2003年稼働の勘定系システム「NOTIS」を、2023年2月にオンプレミスから富士通のクラウド「FUJITSU Cloud Service for OSS」上に移行。 |
| 0310       | GMOあおぞらネット銀行        | 信託銀行           | オラクル                                                                  | FLEXCUBE                     | 富士通Linuxサーバ                   | FLEXCUBE            | |
| 0311       | 農中信託銀行                 | 信託銀行           |                                                                           |                              |                                     |                     | |
| 0320       | 新生信託銀行                 | 信託銀行           |                                                                           |                              |                                     |                     | |
| 0321       | 日証金信託銀行               | 信託銀行           |                                                                           |                              |                                     |                     | |
| 0324       | 日本カストディ銀行           | 信託銀行           | IBM                                                                       | -                            | IBMメインフレーム                   | -                   | 。 |
| 0397       | SBI新生銀行                  | 普通銀行           | オラクル                                                                  | FLEXCUBE                     | 富士通Linuxサーバ                   | FLEXCUBE            | 2019年1月にWindowsサーバーより移行。 |
| 0398       | あおぞら銀行                 | 普通銀行           | NTTデータ                                                                 | BeSTAcloud                   | 日立メインフレーム                  | BeSTA               | 2016年に移行。 |
| 0472       | SBJ銀行                      | 外国銀行の日本法人 | SBJ DNX                                                                   | AiTHER                       | Google Cloud Platform（GCP）        | AiTHER              | |
| 0501       | 北洋銀行                     | 第二地銀           | IBM                                                                       | TSUBASA                      | IBMメインフレーム                   | 千葉銀ベース        | 2023年1月4日移行。 |
| 0508       | きらやか銀行                 | 第二地銀           | NTTデータ                                                                 | STELLA CUBE                  | 日立メインフレーム                  | BeSTA               | |
| 0509       | 北日本銀行                   | 第二地銀           | 日立                                                                      | NEXTBASE                     | 日立メインフレーム                  | BeSTA               | |
| 0512       | 仙台銀行                     | 第二地銀           | NTTデータ                                                                 | STELLA CUBE                  | 日立メインフレーム                  | BeSTA               | |
| 0513       | 福島銀行                     | 第二地銀           | SBIグループ                                                               | SBI金融クラウド              | AWS                                 |                     | 2024年7月にBIPROGY(ユニシス)のalphaAcrossから、AWS上で稼働するSBI金融クラウドに移行。 |
| 0514       | 大東銀行                     | 第二地銀           | 日立                                                                      | NEXTBASE                     | 日立メインフレーム                  | BeSTA               | |
| 0516       | 東和銀行                     | 第二地銀           | 富士通                                                                    | -                            | 富士通メインフレーム                | -                   | |
| 0517       | 栃木銀行                     | 第二地銀           | 日立                                                                      | NEXTBASE                     | 日立メインフレーム                  | BeSTA               | |
| 0522       | 京葉銀行                     | 第二地銀           | 日立                                                                      | -                            | 日立Linuxサーバ                     | OpenStage（一部）   | 2025年1月に日立メインフレームから、日立データセンター内のLinuxサーバ上のシステムに移行。なお当初はOpenStageに移行する方針だったが、最終的には部分的採用に留まった。 |
| 0525       | 東日本銀行                   | 第二地銀           | NTTデータ                                                                 | MEJAR                        | 富士通Linuxサーバ                   | BeSTA/PITON         | 2019年1月に移行済。2024年1月に富士通メインフレームからオープン基盤（NTTデータのフレームワークPITON）に移行。 |
| 0526       | 東京スター銀行               | 第二地銀           | NEC                                                                       | BankingWeb21                 | UNIXサーバ                          | BankingWeb21        | |
| 0530       | 神奈川銀行                   | 第二地銀           | NTTデータ                                                                 | STELLA CUBE                  | 日立メインフレーム                  | BeSTA               | |
| 0532       | 大光銀行                     | 第二地銀           | 日立                                                                      | NEXTBASE                     | 日立メインフレーム                  | BeSTA               | |
| 0533       | 長野銀行                     | 第二地銀           | NTTデータ                                                                 | STELLA CUBE                  | 日立メインフレーム                  | BeSTA               | |
| 0534       | 富山第一銀行                 | 第二地銀           | 富士通                                                                    | -                            | 富士通メインフレーム                | -                   | |
| 0537       | 福邦銀行                     | 第二地銀           | NTTデータ                                                                 | STELLA CUBE                  | 日立メインフレーム                  | BeSTA               | |
| 0538       | 静岡中央銀行                 | 第二地銀           | 日立                                                                      | NEXTBASE                     | 日立メインフレーム                  | BeSTA               | |
| 0542       | あいち銀行                   | 第二地銀           | NTTデータ                                                                 | 地銀共同センター             | 日立メインフレーム                  | BeSTA               | 2025年に中京銀行を吸収合併し、旧愛知銀行利用のNTTデータ地銀共同センターに統一。中京銀行が採用していたNEXTBASEは破棄。 |
| 0543       | 名古屋銀行                   | 第二地銀           | NTTデータ                                                                 | STELLA CUBE                  | 日立メインフレーム                  | BeSTA               | |
| 0562       | みなと銀行                   | 第二地銀           | 富士通                                                                    | -                            | 富士通メインフレーム                | -                   | 2025年1月、システムリニューアルを行い、りそな共同化に移行。 |
| 0565       | 島根銀行                     | 第二地銀           | IBM                                                                       | -                            | IBMメインフレーム                   | -                   | 2025年7月にAWS上で設計・構築されたSBIの勘定系に移行予定。 |
| 0566       | トマト銀行                   | 第二地銀           | 日立                                                                      | NEXTBASE                     | 日立メインフレーム                  | BeSTA               | |
| 0569       | もみじ銀行                   | 第二地銀           | IBM                                                                       | Chance                       | IBMメインフレーム                   | SAIL                | |
| 0570       | 西京銀行                     | 第二地銀           | BIPROGY                                                                   | BankVision on Azure          | Windowsサーバ （Microsoft Azure）   | BankVision on Azure | 2024年5月にPROBANKより移行済。 |
| 0572       | 徳島大正銀行                 | 第二地銀           | 日立                                                                      | NEXTBASE                     | 日立メインフレーム                  | BeSTA               | |
| 0573       | 香川銀行                     | 第二地銀           | 日立                                                                      | NEXTBASE                     | 日立メインフレーム                  | BeSTA               | |
| 0576       | 愛媛銀行                     | 第二地銀           | NEC                                                                       | -                            | NECメインフレーム                   | -                   | |
| 0578       | 高知銀行                     | 第二地銀           | 日立                                                                      | NEXTBASE                     | 日立メインフレーム                  | BeSTA               | |
| 0582       | 福岡中央銀行                 | 第二地銀           | NTTデータ                                                                 | BeSTAcloud                   | 日立メインフレーム                  | BeSTA               | 2019年1月に移行済。 |
| 0583       | 佐賀共栄銀行                 | 第二地銀           | NTTデータ                                                                 | BeSTAcloud                   | 日立メインフレーム                  | BeSTA               | 2019年1月に移行済。 |
| 0585       | 長崎銀行                     | 第二地銀           | NTTデータ                                                                 | BeSTAcloud                   | 日立メインフレーム                  | BeSTA               | 2019年1月に移行済。 |
| 0587       | 熊本銀行                     | 第二地銀           | IBM                                                                       | 広銀・FFG共同化              | IBMメインフレーム                   | 福銀ベース          | 2010年に移行。 |
| 0590       | 豊和銀行                     | 第二地銀           | NTTデータ                                                                 | BeSTAcloud                   | 日立メインフレーム                  | BeSTA               | 2019年1月に移行済。 |
| 0591       | 宮崎太陽銀行                 | 第二地銀           | NTTデータ                                                                 | BeSTAcloud                   | 日立メインフレーム                  | BeSTA               | 2019年1月に移行済。 |
| 0594       | 南日本銀行                   | 第二地銀           | NTTデータ                                                                 | BeSTAcloud                   | 日立メインフレーム                  | BeSTA               | 2019年1月に移行済。 |
| 0596       | 沖縄海邦銀行                 | 第二地銀           | NTTデータ                                                                 | BeSTAcloud                   | 日立メインフレーム                  | BeSTA               | 2019年5月に移行済。 |
| 2004       | 商工組合中央金庫             | 特殊会社           | IBM                                                                       |                              | IBMメインフレーム                   |                     | 2025年1月にBankVisionに移行。 |
| 3000       | 農林中央金庫                 | 系統中央機関       | BIPROGY                                                                   | BankVision                   | Windowsサーバ                       | BankVision          | 2020年9月に稼働開始。 |
| 9900       | ゆうちょ銀行                 | 普通銀行           | NTTデータ                                                                 | -                            | 富士通メインフレーム                | -                   | 勘定系に相当する郵便貯金システムは富士通メインフレームで稼働。なお全銀接続用システムは旧大和銀行勘定系の「NEWTON」（IBMメインフレーム）を転用。 |

## パッケージ/共同化
都市銀行や大中規模の地方銀行などでは、システム子会社が独自に開発した勘定系システムを使用することが多い。これに対して、ポスト三オン時代以降では、システムベンダーが主体となって開発された勘定系パッケージソフトや、共同センターを利用する銀行が増えている。2008年10月時点で地方銀行では108行のうち約8割は勘定系を共同化したとされる。
システムベンダが主体となって開発された勘定系パッケージには、富士通のPROBANKやFSPS、NECのBankingWeb21、NTTデータのNTTデータ地銀共同センター、日立製作所のNEXTSCOPEなどがあり、開発・運用などアウトソーシングを含めて提案されているものも多い。
これに対して日本IBMは、三菱UFJ銀行の地銀共同化システム（通称・Chanceプロジェクト）や、八十二銀行などのじゅうだん会のように、勘定系パッケージの開発主体は銀行であり、日本IBMは保守運用を担当する形態が多い。
また複数の銀行で、システム全体または部分の共同開発、センターや運用を含めた共同化などの動きも進んでいる（例えば、静岡銀行の次期システムのオープン系の勘定系部分に京葉銀行が相乗りする方針を明らかにするなど）。
このほか、自前で運用したシステムの保守管理を圧縮する目的で、システムベンダにアウトソースするケースも見られ、そのシステムの延命が難しくなった時点で、共同化されたシステムや都銀（あるいは、都銀が地銀向けにパッケージ提供するケースを含む）のシステムに加入するというケースもある。
加えて、ソフトウェアパッケージでの提供もあり、NTTデータのBeSTA（2016年時点では、NTTデータ地銀共同センターなどのハードウェア込みのパッケージによる提供のみだが、個別提供も将来的な検討を行っている）やBIPROGYのTRITON（ハードウェアを利用金融機関が別途用意する個別提供のケースやACROSS21・ACCECSS21のようなハードウェア込のパッケージによる提供とがある）などがある。
なお勘定系システムに限らないが、一般的にシステムを変更する場合は「更新」や「更改」、特に別システムへの変更を含む大幅な変更を「移行」（マイグレーション）や「置換」（リプレース）などとも呼ぶが、その用語の使い分けは明確ではない。

### 背景
勘定系パッケージやシステム共同化を、主に非基幹（中小）銀行等が受入れせざるを得ない理由は、正負ともにいくつか挙げられる。
- 技術者の不足あるいは将来的な枯渇
  - いわゆる“2007年問題”とも呼ばれるが、こと勘定システムのコアとなるプログラム群は、COBOL、PL/I、機種依存アセンブラ言語また機種依存外字フォント（主に特殊な人名・地名用）などで構成されている場合が多い。
  - しかし現在のプログラミング環境での主流とは言い難く、スクラッチから構築する各種人材の確保が困難であり、共同化かつアウトソースする主な理由は、ここにある事が多い。
- 全体スループットの向上
  - 現在の基幹勘定系の処理は、一般の想像を絶する複雑なロジック、ビジネス（会計科目仕訳、コンプライアンス処理）判断上の分岐点、データの保全・蓄積処理などを経て出力されている。
  - “基本的な会計処理”という観点では各行共通とも言えるが、“自行独自金融商品”という特異点を除外しても、本稼動当初の各行の担当設計者の“個性”が存在している（やや誤解を招く表現だが、例えば各行のATMに行って入出金や振込処理に要する時間を計測すると意外な“処理時間の差”がある。
  - 無論、曜日・時間帯・他行間取引など諸条件の違いを加味すると、イコール各行の“システム処理の性能”という短絡的な評価は出来ないが）。
  - これを、向上させる、若しくは平準化させる狙いがある。
- 責任の所在の一元化による障害対処のスピードアップ
- 運用・管理の一元化によるコストダウン
- 上記による副次効果として、余剰リソースによる自行独自商品開発への集中
- 銀行再編（合併、異業種を含む提携）、法令順守（日本版SOX法、個人情報保護法）などの進展による、開発・保守の範囲とスピードの向上（各金融機関で自前のシステムを構築し、何十年も保守を続ける事の負荷が向上）

### 一覧
銀行を中心とした金融機関の主な勘定系パッケージやシステム共同化には以下のものがある。（既に稼働を終了したものについては背景が灰色）
| 名称                                                           | 主要ベンダー（主要プラットフォーム）                                                  | 概要 | 参加金融機関 |
| -------------------------------------------------------------- | ------------------------------------------------------------------------------------- | --- | --- |
| STARシリーズ                                                   | NTTデータ（各社メインフレーム）                                                       | 2013年5月まで存在したNTTデータの共同システム。各行の自社運用していたシステムのアウトソースを受け、それを統合して共同化したSTAR-21、NTTデータ主体で構築したSTAR-ACE、STAR-ACEの後継として後述のBeSTAのアーキテクチャを導入したSTELLA CUBEがある。何れもSTARの各国語がシステム名に含まれている。2013年5月7日時点で、当シリーズの勘定系システムはSTELLA CUBEに統一されたため、「STARシリーズ」としてはブランド利用が終了となった。 | STARシリーズも参照。 |
| STAR-21                                                        | NTTデータ（日立メインフレーム）                                                       | NTTデータの共同システム。STARシリーズの一つ。2009年5月にハードウェアを更新。2013年5月に運用終了。 | STARシリーズも参照。 |
| STAR-ACE                                                       | NTTデータ（富士通メインフレーム）                                                     | NTTデータが構築・維持・運営をトータルにサポートする、中下位行向けオンラインシステムの共同利用型アウトソーシングセンター。STARシリーズの一つ。1997年5月に1行目である長野銀行のサービスを開始した。なお稼働6行は、全て下記のSTELLA CUBEへ移行することになり、2011年10月の東京都民銀行を皮切りに順次移行し、2012年7月までにすべての参加行がSTELLA CUBEへ移行し、2013年5月に正式に運用終了となった。 | STARシリーズも参照。 |
| BeSTA                                                          | NTTデータ（各社メインフレームもしくはLinuxサーバ）                                    | NTTデータが開発した勘定系アプリケーションソフトウェアパッケージ。あくまでも、アプリケーションソフトウェア形態であるため、別途メインフレーム上もしくはLinuxサーバ上で稼動するが、ベンダーを選ばないため、NTTデータ地銀共同センター、3行共同利用システム (MEJAR)、次期共同センター(STELLA CUBE)、BeSTAcloudや、日立製作所によるNEXTBASE、単独提供など、多数の提供形態が存在する。 | BeSTAも参照。 |
| PITON                                                          | NTTデータ（各社Linuxサーバ）                                                          | NTTデータが開発した勘定系ミドルウェアパッケージ。あくまでも、ミドルウェア形態であるため、別途Linuxサーバ上で稼動するが、ベンダーを選ばないため、多数の提供形態が存在する。 | PITONも参照。 |
| NTTデータ地銀共同センター                                      | NTTデータ（日立メインフレーム、BeSTA）                                                | NTTデータによる、全国地方銀行協会に加盟する上位・中堅行向けアウトソーシング体系で稼動。ただし、第二地方銀行協会加盟行の加入を妨げるものではなく、すでにあいち銀行（稼働当初は愛知銀行）が稼働済である。他の参加行（未稼働行含む）はすべて、地銀協加盟行となっている。北越銀行は2021年1月に第四北越銀行との合併に伴い、TSUBASAアライアンスに移行し、離脱。2028年1月を目処に、Linuxサーバによるクラウド基盤のシステムを新規構築し、メインフレームの現行システムからリプレース予定。 | 参加16行、稼働13行、離脱3行。 |
| NTTデータ 共同利用システム (MEJAR)                             | NTTデータ（富士通メインフレーム、BeSTA）→NTTデータ（富士通Linuxサーバ、BeSTA、PITON） | 2007年3月23日の横浜銀行、北海道銀行、北陸銀行、NTTデータによりシステム共同化の基本契約。上記の地銀共同センターとも共同開発だが参加はしない。元は、横浜銀行とほくほくFG2行による共同化だったことから、「3行共同利用システム」が正式名称となっていたが、2016年1月4日に、七十七銀行がMEJARへリプレースしたことなどから、その方針が明らかになる前後の時期から「3行」の文字がいつしか外れ、略称のMEJARの名称を主に用いるようになった。その後、コンコルディア・フィナンシャルグループの発足に先立ち、同社の傘下に入る東日本銀行が加入を決めた。2024年1月に参加5行とも富士通メインフレームからオープン基盤（ハードウェアはLinuxサーバ、ミドルウェアはNTTデータのフレームワークPITON）に移行。2030年度に広島銀行が参加し、クラウド基盤のシステムにリプレース予定。 | 参加6行・稼動5行。BeSTAも参照。 |
| STELLA CUBE                                                    | NTTデータ（日立メインフレーム、BeSTA）                                                | 仮称「NTTデータ次期共同センター」。上記のSTAR-ACEの後継システムとして、2011年10月の東京都民銀行（当時）と同時に稼働開始。これに併せて、富士通メインフレームから日立メインフレームに変更された。STAR-21、STAR-ACEに続くSTARシリーズの流れを汲む勘定系システムとしては、3世代目にあたり（STELLAは、STARのイタリア語表記）、STARシリーズの系統としては、はじめてコアとなるソフトウェアにBeSTAを取り入れた。2013年5月7日に、STAR-21およびSTAR-ACEを統合する形で、STARシリーズの統一勘定系にまとめられる形となったため、「STARシリーズ」ブランドが終了された。 | 参加11行・稼働11行。 |
| BeSTAcloud                                                     | NTTデータ（日立メインフレーム、BeSTA）                                                | 当初は、STELLA CUBEへの移行を検討していた、フィデアHD傘下の2行向けとして、新たにBeSTAベースで構築された勘定系システム。2014年3月17日に荘内銀行がNTTデータ地銀共同センターのアーキテクチャを移植する形で稼働開始し、同年5月7日に北都銀行がリプレース。2016年5月2日、あおぞら銀行が、BeSTAcloudにリプレース。2019年1月には、システムバンキング九州共同センター(SBK)を、BeSTAcloud上に移植させて稼働予定。詳細は下欄参照 | 参加10行(SBK加入行を含む)・稼働10行。 |
| システムバンキング九州共同センター (SBK)                       | NTTデータ（富士通メインフレーム）→NTTデータ・BeSTAcloud（日立メインフレーム、BeSTA）  | 沖縄海邦銀行を除く九州地方の第二地方銀行協会加盟各行から構成された、熊本市に本部を置く事業協同組合による共同運用。2019年1月以降はBeSTAcloud上でSBKシステムを稼働させ、同年5月海銀がSBKに加入、BeSTAcloud上のシステムへ既存勘定系を破棄してリプレース。 | 参加7行・稼働7行。システムバンキング九州共同センターを参照 |
| NEXTBASE                                                       | 日立（日立メインフレーム、BeSTA）                                                     | 日立が独自に提供している第二地銀向けアウトソーシングソリューション（三十三銀行発足後は、全国地方銀行協会加盟行を含む形になる）。勘定系パッケージは上記のBeSTAがベース。 | 参加・稼働11行（稼働行同士の合併で1行減となった）。加えて、イオン銀行がサブシステムとして採用している。詳細はNEXTBASEを参照。 |
| NEXTSCOPE（Kプロジェクト）                                     | 日立（日立メインフレーム）                                                            | みちのく銀行、山陰合同銀行、肥後銀行の3行共同アウトソーシング。肥後銀行の勘定系システムをベースに、3行の要求仕様を盛り込んでパッケージ化した。日立製作所が直接運用を行うアウトソーシング契約を締結していた。 | 参加・稼働3行（3行離脱済）。肥後銀行（初期ユーザ。2019年7月、日立のBanks’ware for Open Platformに移行）、みちのく銀行（2020年5月、日立のBanks’ware for Open Platformに移行。2025年1月、青森銀行へ吸収されたことに伴い、稼働終了）、山陰合同銀行（2020年1月、NTTデータ地銀共同センターへの移行のため、離脱） |
| NEXTCAP                                                        | 日立                                                                                  | 日立が、オープンアーキテクチャを取り入れ、大手銀行向けとして提案していたパッケージ。みずほコーポレート銀行（現・みずほ銀行）の次期勘定系システムへの採用を目指していた。後に金融向け基盤技術の名称となり、NEXTCAPベースのシステム（勘定系以外も含む）が数行で採用された。 | NEXTCAP参照 |
| Banks’ware for Open Platform                                   | 日立（日立Linuxサーバ）                                                               | みちのく銀行、肥後銀行の2行共同アウトソーシング。システム自体は上記のNEXTCAPがベース。 | 参加・稼働2行（1行は稼働終了）。肥後銀行（2019年7月稼働開始。鹿児島銀行との勘定系統合は2025年度以降。）、みちのく銀行（2020年5月稼働開始。合併に伴い、2025年1月に破棄。） |
| OpenStage                                                      | 日立                                                                                  | 日立が、オープンアーキテクチャを用いた勘定系として静岡銀行と共同開発した。 | 参加4行（うち3行離脱）、稼働1行。静岡銀行（2021年1月稼働）。他に滋賀銀行・伊予銀行が採用予定だったが、両行とも採用を撤回した。京葉銀行も採用を予定していたが、最終的には部分的利用に留まっている。 |
| バンク・コンピュータ・サービス                                 | 日立（日立メインフレーム）                                                            | 2000年12月27日に、旧泉州銀行(現・池田泉州銀行)・鳥取銀行・TISが共同出資した（株）バンク・コンピュータ・サービス設立。参加行の要望の調整を含め、企画・開発・運用を全て同社が担当するのが特徴。開発センターと本番系運用センターを、旧・泉州銀行のシステムセンター（大阪府泉佐野市）に、バックアップセンターを三菱UFJ銀行師勝ビル（愛知県北名古屋市）に設置していた。2015年3月31日、会社解散。 | バンク・コンピュータ・サービスも参照。 |
| メインフレーム共同プラットフォーム                             | IBM（IBMメインフレーム）                                                              | 三菱UFJ銀行の地銀システム共同化。2024年10月設立の子会社「礎（いしずえ）」が日本IBMからメインフレームを調達・保有して参加各行へ提供する。従来のChance参加行が採用検討中、じゅうだん会とFlight21による採用が決定。。 | （予定 Chance参加行（検討中）、じゅうだん会、Flight21） |
| Chance地銀共同化システム                                       | IBM（IBMメインフレーム (IMS/SAIL)）                                                   | 三菱UFJ銀行の主要な勘定系、チャネル系、情報系システムをベースとするシステムの共同化。メガバンクのシステムをベースとした地方銀行のシステム共同化形態としては国内唯一。2001年末 基本計画策定開始。2003年4月プロジェクト開始（当時は東京三菱銀行）。業務プログラムの提供は三菱UFJ銀行。開発・運用は日本IBMに委託。開発・運用は更に「地銀ITソリューション (RBITS)」に再委託。コンピュータは日本IBMのセンターに集約。 | 参加9行、稼働9行。常陽銀行 （1行目。2007年1月4日稼働）、百十四銀行（2行目。2007年5月7日稼働）、十六銀行（3行目。2007年7月17日稼動）、南都銀行（4行目。2008年5月7日稼動）、山口銀行（5行目、2010年5月6日稼働）、北九州銀行（6行目、2011年10月3日稼働）、もみじ銀行（7行目、2012年1月4日稼動）。ローソン銀行（8行目、2018年9月10日開業）、足利銀行（9行目、2020年1月5日稼働）。 |
| じゅうだん会                                                   | IBM（IBMメインフレーム (IMS/SAIL)）                                                   | 八十二銀行のシステムをベースに、日本IBMと共同で推進するシステム共同化。参加行の要望の調整を含め、企画・開発は全て八十二銀行が担当し、日本IBMは運用を担当するのが特徴。2026年発足の八十二長野銀行でもそのまま継承される予定。 | 参加・稼働7行。詳細はじゅうだん会参照。 |
| 広銀・FFG共同システム（Flight21）                              | IBM（IBMメインフレーム (z/OS、IMS)）                                                  | 広島銀行と福岡銀行の共同システム。地銀初の本格的なシステム共同化。開発センターとバックアップセンターを福岡銀行に、本番系運用センターを広島銀行に設置。運用は日本IBMにアウトソーシングされ、日本IBMはソリューション会社のCSOLを設立した。2003年1月稼働。その後、福岡銀行が、金融持株会社のふくおかフィナンシャルグループ(FFG)を立ち上げる事になり、福岡銀行以外にFFG傘下に入った2行も加入する形になった。2030年度に広島銀行が離脱しMEJARへ移行する予定。 | 稼働4行。広島銀行、福岡銀行、熊本銀行、十八親和銀行。 |
| TSUBASAアライアンス                                            | IBM（IBMメインフレーム）                                                              | 千葉銀行など当初5行によるシステム共同化・提携。2007年7月より「システムに関する共同検討会」。2008年4月からの「システム共同化・提携に関する活動」を「TSUBASA（翼）プロジェクト」とネーミング。共同化検討の対象範囲は「基幹系システム」および「全てのサブシステム」。コールセンター、CRM、営業店システムなどの周辺システムの共同化を先行させた。 | 参加9行・勘定系参加6行。千葉銀行（2016年1月移行）、第四北越銀行（2017年1月、当時の第四銀行が移行）、中国銀行（2017年5月移行）、伊予銀行、武蔵野銀行、滋賀銀行、北洋銀行（2018年参加）、東邦銀行（2019年参加、2024年1月移行）。「TSUBASAアライアンス」として勘定系共同化以外を含む広域連合を形成。 |
| NEFSS                                                          | IBM（オープン系）                                                                     | 米IBMが、米プルデンシャル・ファイナンシャルと共同開発した勘定系基盤を、日本IBMが日本向けにローカライズしたパッケージシステム。Javaによりマルチプラットフォームで稼動する。 | 稼働1行。住信SBIネット銀行（2007/09サービス開始）。スルガ銀行（開発中断、日本IBMを提訴、BankVision採用)、東京スター銀行（開発中断）。 |
| BankVision / BankVision on Azure                               | BIPROGY（Windows、Microsoft Azure）                                                   | BIPROGYが開発。百五銀行は世界初のWindowsフルバンキングで、全銀行業務をWindows上で実現した。ES7000、SQL Server 2005、BIPROGYの金融機関向け基盤ミドルウエア「MIDMOST」を使用。2021年より、Microsoft Azure上で稼働する、BankVision on Azureが並行稼働している。 | 参加・稼働11行、離脱1行。百五銀行（2007年5月7日稼働、1行目）、十八銀行（現十八親和銀行。2009年1月4日稼働、2行目。2020年末を以て離脱。）、筑邦銀行（2010年1月4日稼働、3行目）、紀陽銀行（2010年5月4日稼働、4行目。2022年10月、BankVision on Azure稼働）佐賀銀行（2010年5月5日稼働、5行目）、山梨中央銀行（2011年1月3日稼働、6行目、2023年5月、BankVision on Azure稼働）、鹿児島銀行（2011年5月6日稼動、7行目）、スルガ銀行（2014年1月6日稼働、8行目）、北國銀行（2015年1月4日稼働、9行目。2021年1月、BankVision on Azure稼働）、大垣共立銀行（2017年5月稼働、10行目）、西京銀行（2024年5月稼働、11行目）。2020年9月より、農林中央金庫勘定の乗り入れを開始。2025年1月より、商工組合中央金庫勘定の乗り入れ開始。 |
| BANKSTAR                                                       | BIPROGY（Windows）                                                                    | 無店舗・無通帳型の銀行向けにBIPROGYが開発。 | 稼働3行。セブン銀行(2006年1月稼働)、野村信託銀行、auじぶん銀行（2020年5月稼働） |
| TRITON                                                         | BIPROGY（米国ユニシス製メインフレーム）                                               | BIPROGY、百五銀行、紀陽銀行の三者が共同開発した地銀向けパッケージ。Unisys 2200系超大型メインフレームで稼動。1996年稼動開始。ただし、TRITON自体はBeSTA同様ソフトウェアでの提供形態となっており、BIPROGYが構築した米国ユニシス製メインフレームが別途必要となるため、採用行によってはメインフレームを独自構築するケースや、メインフレームを含めたパッケージについては、ACCESS21,ACROSS21といった形態での利用となる。 | |
| ACCESS21 (BankForce-NE)                                        | BIPROGY（米国ユニシス製メインフレーム）                                               | TRITONをベースにしたパッケージおよびアウトソーシングサービス。2008年12月 BankForce-NE（国際勘定系システム）などのパッケージを組み合わせた「大分銀行向けオープン国際勘定系システム」が稼働。 | 大分銀行は2013年5月にNTTデータ地銀共同センターへ移行した。 |
| ACCROSS21                                                      | BIPROGY（米国ユニシス製メインフレーム）                                               | 1998年に稼動開始となった、TRITONをベースにしたパッケージおよびアウトソーシングサービス。BIPROGYときらやか銀行などの出資(現在は、BIPROGYと福島銀行の出資)による東北バンキングシステムズでの運営。 | 稼動停止済。旧稼働行は、きらやか銀行（元は、存続会社でもある、殖産銀行から継承したもの。2015年5月、NTTデータ次期共同センターへの移行により離脱）、福島銀行（2015年5月、BIPROGYが第二地銀向けに新規開発予定の新パッケージへ現行内容を移植する形でリプレース）、大光銀行。 |
| OpenE'ARK                                                      | BIPROGY（Windows Server, SQL Server）                                                 | 国際系業務用の勘定系パッケージ。 | 2015年現在、12金融機関で稼働中。2008年に 福岡銀行および広島銀行で本番稼働以降、2010年肥後銀行、2011年に山陰合同銀行とみちのく銀行、2012年阿波銀行などでも相次いで稼働。また、2015年1月には北國銀行にて、BankVisionと同時に本番で稼働開始している。 |
| alphAcross                                                     | BIPROGY（米国ユニシス製メインフレーム）                                               | BIPROGYが、2015年5月稼働開始に向け、第二地銀向けに新規開発した新型パッケージ。2015年5月、福島銀行がACROSS21より、同勘定系の内容の一部を新システムに移植の上でリプレースと同時に稼働開始。ACROSS21同様、運用はBIPROGYが出資する東北バンキングシステムが受託。 | 参加・稼働1行。福島銀行（→2024年7月にSBI地方創生サービシーズを営業者とするクラウド型勘定系システムにリプレースし、本システムは破棄。リプレース後も東北バンキングシステムが提携する予定） |
| FlexCube                                                       | i-flexソリューションズ、日本オラクル（オープン系）                                    | 米シティバンクが、海外拠点の勘定系システムを統合するために、インドに設立した子会社を通じて開発したパッケージで、現在はオラクルの傘下に入っている。オープン系システムを中核に、コンテナ化されたアプリケーションが特徴で、汎用勘定系パッケージとしては世界最大のシェアを持っている。 | 参加7行・稼働6行、うち離脱済4行。SBI新生銀行、auじぶん銀行（→BANKSTAR）、日本振興銀行（経営破綻）、イオン総合金融準備（予定→キャンセル→NEXTBASE）、東京都民銀行楽天支店（イーバンク銀行に事業譲渡）、イーバンク銀行（現・楽天銀行）、日興シティ信託銀行（解散）。 |
| FUJITSU Standard Platform Service(FSPS)                        | 富士通（富士通メインフレーム・同社オープン系を併用）                                  | 富士通の勘定系システムアウトソーシングサービスで、独自の勘定系システムやPROBANKなどで既存の業務アプリケーションを継続利用できる。 | 参加3行・稼働3行(離脱1行)。滋賀銀行(2017年1月)、東邦銀行(2017年10月10日稼働開始、2024年1月離脱)、城南信用金庫（2020年 稼働開始） バックアップ系統のみのFSPS-DRの参加行として、みなと銀行が2015年10月に導入した（2025年1月離脱）。 |
| PROBANK PROBANK-R2                                             | 富士通（富士通メインフレーム）                                                        | 富士通が開発した金融機関向けの「次世代勘定系システム」。2000年2月時点の「PROBANK研究会」の参加行は地銀18行であったが、開発の遅れから採用撤回が続き、初代を稼働させたのは東邦銀行など4行。2011年9月より第2次システム(PROBANK-R2)が稼動開始し、初代システムから移行した3行が稼動した(うち、1行は富士通のFSPSへのリプレースを予定)。2024年5月に全行が離脱し稼働ゼロとなった。 | (R2に関しては)採用行・稼働済3行(離脱3行)。PROBANKを参照 |
| W-Bank2/ネットバンク                                           | 富士通（富士通Linuxサーバ、Solaris/Oracle）                                           | 富士通が開発したネット銀行向けオープンパッケージ。 | 参加・稼働4行（うち離脱1行）。PayPay銀行、オリックス銀行、大和ネクスト銀行。ソニー銀行はxBankに移行済。 |
| Fujitsu Core Banking xBank（クロスバンク）                     | 富士通（Amazon Web Services）                                                         | 富士通がAWSのパブリッククラウド上で稼働させるオープン系システム。旧称（開発コード）は「FUJITSU Banking as a Service（FBaaS）」。 | 参加・稼働1行。ソニー銀行（2025年5月稼働） |
| 荘銀・しあわせ共同システム                                     | 富士通（富士通メインフレーム）                                                        | 2行の共同システム。開発は富士通、エス・ワイコンピューターサービス（現・富士通山形インフォテクノ）。 | 2006年5月1日まで荘内銀行。旧山形しあわせ銀行勘定系としては2007年5月2日まで運用。残る情報系・国際系システム部分のみを切り出して、同年5月7日よりきらやか銀行が継承。2015年5月には、きらやか銀行の勘定系をNTTデータ次期共同センターにリプレースするため、情報系・国際系についても同時に破棄。 |
| BankingWeb21                                                   | NEC (NECUNIXサーバ、HP-UX)                                                            | NECが開発した純オープン系勘定系システムのパッケージ。2003年5月稼動の八千代銀行（2018年よりきらぼし銀行。2020年より本システムの稼働を終了）は「日本初のオープン系勘定系」。 | 参加・稼動4行(2行離脱済、1行凍結中)。詳細はBankingWeb21を参照 |
| SBI「地域金融機関向けのクラウドベースの勘定系システム」        | SBI地方創生サービシーズ (日立AWSサーバ)                                               | SBIホールディングスとフューチャーアーキテクトの業務提携に基づき、SBI地方創生サービシーズを営業者とする匿名組合により構築される、クラウド型勘定系システム。 | 参加2行・稼働1行。福島銀行（1行目、2024年7月稼働）、島根銀行（2行目、2025年7月稼働予定）。 |
| MAINRI（アクセンチュア クラウドネイティブ コアソリューション） | アクセンチュア（Google Cloud Platform）                                               | アクセンチュアが「世界初のフルクラウドバンキングシステム」を謳い文句に、ふくおかフィナンシャルグループ（FFG）と共同開発した。FFG子会社のゼロバンク・デザインファクトリーによる外販も行っている。 | 参加2行・稼動1行。みんなの銀行（2021年5月稼働）。また三菱UFJ銀行が2026年を目処に開業する予定のデジタルバンクでの採用が決まっている。 |
| 信用金庫共同システム                                           | NTTデータ（富士通メインフレームなど）                                                 | 2006年4月、しんきん共同システム運営機構設立。全国290の信用金庫のうち、約250が加盟。全国7箇所のセンターで稼働。開発・運用はNTTデータ。 | 2011年9月までにセンターを東京・大阪の2箇所に集約予定。このため2010年1月に大阪の4信金のシステムを集約予定。加盟庫間で通帳の記帳（通帳入金を含む）取引にも対応している。2026年を目処に、メインフレームからLinuxサーバに移行し、ミドルウェアにPITONを採用する予定。先立って城南信用金庫が、同年1月に自営システムからリプレース予定。 |
| SBI21                                                          | BIPROGY（米国ユニシスWindowsサーバ）                                                  | BIPROGYによる地域金融機関（信用金庫）向け勘定系パッケージ。 | 横浜信用金庫(2016年1月稼働、2022年12月稼働終了)、北海道地区信用金庫共同事務センター加盟の3金庫、他17金庫 |
| OptBAE                                                         | BIPROGY（米国ユニシスWindowsサーバ）                                                  | 信用金庫（地域金融機関）向け勘定系。 | 参加12庫・稼働11庫。2022年1月より稼働。西武信用金庫、京都中央信用金庫、青木信用金庫、北海道信用金庫、室蘭信用金庫、旭川信用金庫、水戸信用金庫、横浜信用金庫、金沢信用金庫、尼崎信用金庫、川崎信用金庫（予定） |
| OptBAE on Azure（OptBAE 2.0）                                  | BIPROGY（米国ユニシスWindowsサーバ/Microsoft Azure）                                  | 信用金庫（地域金融機関）向け勘定系。 | 2026年5月稼働開始予定。 |
| 全国信用組合共同センター                                       | NTTデータ（富士通メインフレームなど）                                                 | 開発・運用はNTTデータ。 | 2023年5月より、第7次システムが稼働中。 加盟組合間で通帳の記帳（通帳入金を含む）取引にも対応している。 |
| 全国労働金庫統一オンライン・システム                           | NTTデータ（日立メインフレーム、BeSTA）                                                | 全国13の労働金庫および労働金庫連合会の統一オンラインシステム。2014年1月に旧オンラインシステム（ユニティシステム）から、NTTデータのBeSTAアーキテクチャを取り入れた新たな基幹系システムへ移行した。バッチ系サブシステム（富士通メインフレーム）およびオープン系システムと合わせアール・ワンシステムと呼ばれている。コンビニATMおよびビューアルッテとの接続は、アール・ワンと労働金庫連合会を接続し、各労金が労金連本店経由で接続する形を以て実現している。 | |
| JASTEMシステム                                                 | NTTデータ（富士通メインフレーム）                                                     | JA bank SysTEMの略。JAバンクの全国統一システム。JAグループ傘下の信連と農業協同組合の勘定系システムを単一システムとして統一するために、農林中央金庫と47都道府県信連が共同出資した株式会社JASTEMが1994年から開発を開始した。1999年より展開が開始されたが、開発・展開計画の大幅な遅れとJASTEMの深刻な経営難から、2002年にJASTEMは清算され、以後は農林中央金庫のシステム子会社である農中情報システムが直接、開発と運用を行っている。2006年5月に全国展開が終了。プライマリベンダーはNTTデータで、富士通製メインフレームで稼動。2010年1月と5月に、一部の県域単位で2代目となる新システムへ移行されている。その他の県域も2011年1月と5月に、新システムへ移行された。コンビニATMとの接続は、JFマリンバンクとともに、農林中央金庫業務企画部の勘定を当勘定系へ経由させる形で接続を実現した。 そして、2018年1月の3ヶ日直後の3連休ならびに2018年10月の3連休の2回に分けて、全国のJASTEMのハードウェア更新を都道府県単位で2つのグループに分けて行う予定。これと前後して、ATM周辺システムであるJASTEM-ATMの導入を各組合の拠点毎に順次実施する（JASTEM-ATMについては、2016年までに実施済みの拠点もある）。原則、普通貯金と貯蓄貯金の通帳については、全国のJAバンクのATMでの入金および記帳は可能だが、店舗統合歴や合併歴のある店舗（統一金融機関コードが変わらない支店の場合はこの限りでない）の通帳については、統合および合併後のものに切り替え(もしくは、統合・合併後に窓口での既存通帳の磁気データの書き換えの実施)がない限り、基本的に自組合ATMのみの利用可能である。なお、農林中央金庫が2020年9月に行った勘定系リプレースについては、農林中金の本支店と直接の取引を行っている口座を管轄するものであり、JASTEMシステムとは別物となっている（農林中金自体は、リプレース後はBankVisionを利用）。 | 全国47都道府県のJAバンク |